# كرنفال البندقية
كرنفال البندقية (بالإيطالي كرنفال دي فينيسيا). هو مهرجان سنوي يعقد في مدينة البندقية، إيطاليا. ويعد كرنفال البندقية واحدة من كرنفالات العالم المعروفة والذي يحظى بالتقدير. يبدأ المهرجان حوالي أسبوعين قبل أربعاء الرماد وينتهي يوم ثلاثاء الشرف، أي في اليوم الذي يسبق أربعاء الرماد.
الكرنفال بدأ حين انتصرت مملكة فينيسيا على بطريرك أكويليا في عام 1162، فأقيم هذا الحدث احتفالاً وتخليداً للنصر، أخذ الناس يرقصون ويجتمعون في ميدان سان ماركو. مرتدين أقنعة تُخفي وجوههم. وأصبح المهرجان احتفالاً رسمياً في عصر النهضة، وأُلغي خلال القرن الثامن عشر. إلا أنه أهمل لعقود من الزمن قبل إعادة إحيائه من قبل البلدية في ثمانينيات القرن الماضي. وتشهد البندقية خلال الكرنفال حفلات يومية مقنعة كثيرة، تنظم خلالها مسابقة لاختيار أفضل لباس في ساحة سان ماركو.
يتميز الكرنفال بأقنعته الملونة والمزركشة التي تضفي الغموض على هوية أصحابها. أنْ تكون مقنعا هو شرط أساسي لتشارك في هذا الكرنفال، ولاختيار قناعك لديك خمسة خيارات من بين الشخصيات وهي باوتا Bauta أو كولومبين اColumbina أو طبيب الطاعون Medico della peste أو موريتا Moretta أو فولتو Volto. وتعود احتفالات الكرنفال الشهيرة إلى القرون الوسطى حين كان للبندقية نفوذ كبير في البحر الأبيض المتوسط، وكانت تتزامن مع بداية الصيام.

## التاريخ

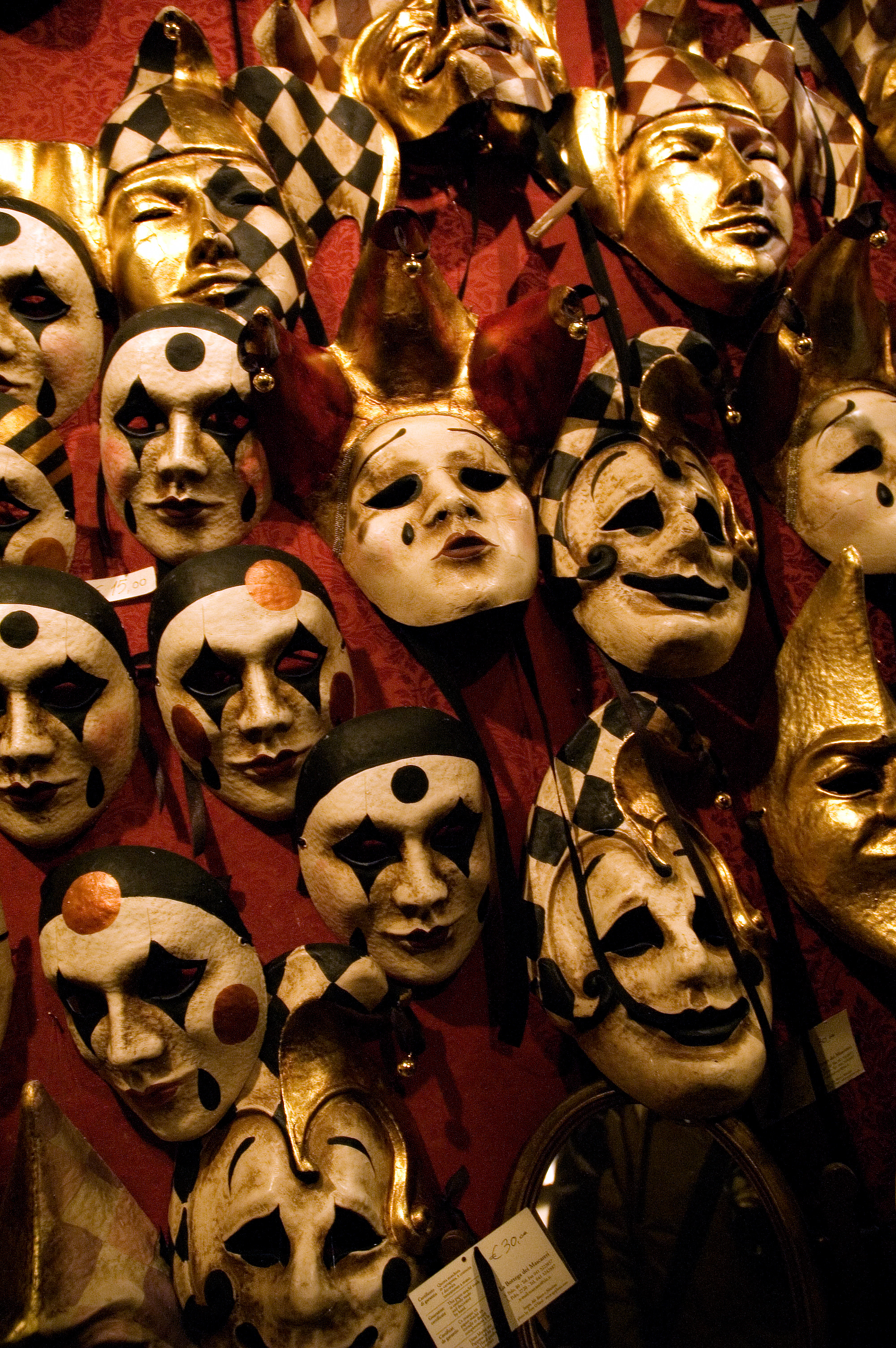
أمثلة من الأقنعة التي يتم ارتدائها أثناء الكرنفال.

وفقًا للأسطورة، بدأ كرنفال البندقية بعد الانتصار العسكري لجمهورية البندقية على بطريرك أكويليا، أولريكو دي تريفين في عام 1162. تكريماً لهذا الانتصار، بدأ الناس بالرقص والتجمع في ساحة سان ماركو. والظاهر أن هذا المهرجان بدأ في تلك الفترة وأصبح رسميًا في عصر النهضة. في القرن السابع عشر، كان الكرنفال الباروكي وسيلة لحفظ صورة البندقية المرموقة في العالم. كان مشهورًا جدًا خلال القرن الثامن عشر. شجع على الفجور والمتعة، لكنه استخدم أيضًا لحماية البندقية من آلام الحاضر والمستقبل. ومع ذلك، ففي ظل حكم الإمبراطور الروماني المقدس وإمبراطور النمسا لاحقًا، فرانسيس الثاني، حُظر المهرجان تمامًا في عام 1797 وأصبح استخدام الأقنعة محظورًا تمامًا. عاد إلى الظهور تدريجياً في القرن التاسع عشر، ولكن لفترات قصيرة فقط وقبل كل شيء للأعياد الخاصة، حيث أصبح مناسبة للإبداع الفني.
وبعد غياب طويل، عاد الكرنفال عام 1979. حيث قررت الحكومة الإيطالية إعادة تاريخ وثقافة البندقية وسعت إلى استخدام الكرنفال التقليدي كمحور لجهودها. بدأت عملية إعادة تطوير الأقنعة في سعي بعض طلاب الجامعات الفينيسية لتجارة السياحة. منذ ذلك الحين، يأتي ما يقرب من 3 ملايين زائر إلى البندقية كل عام لحضور الكرنفال.

إحدى أهم الأحداث هي مسابقة la maschera più bella (أجمل قناع) والتي يُحكم عليها من قبل لجنة من مصممي الأزياء العالميين. ها هم الفائزون:
2019: أنا بامبيني ديلا لوس من تصميم هورست راك، أفضل زي زفاف إيطالي تقليدي من تصميم بوربوني سي ناسسي، زي باجوري الأصلي من تصميم نيكولا بينولي وإيلاريا كافالي.
بدأ الكرنفال كوقت للاحتفال والتعبير بين مختلف شرائح المجتمع حينها بارتداء أقنعة تخفي أي شكل من أشكال الهوية بين الطبقات الاجتماعية. وفي نهاية السبعينيات من القرن الماضي قررت الحكومة الإيطالية الاهتمام بتاريخ وثقافة مدينة البندقية، وكمحور للجهود المبذولة تم إحياء الكرنفال التقليدي للمدينة. واليوم، حوالي 30 ألف زائر يأتون إلى الكرنفال يوميا.

## أقنعة كرنفال البندقية

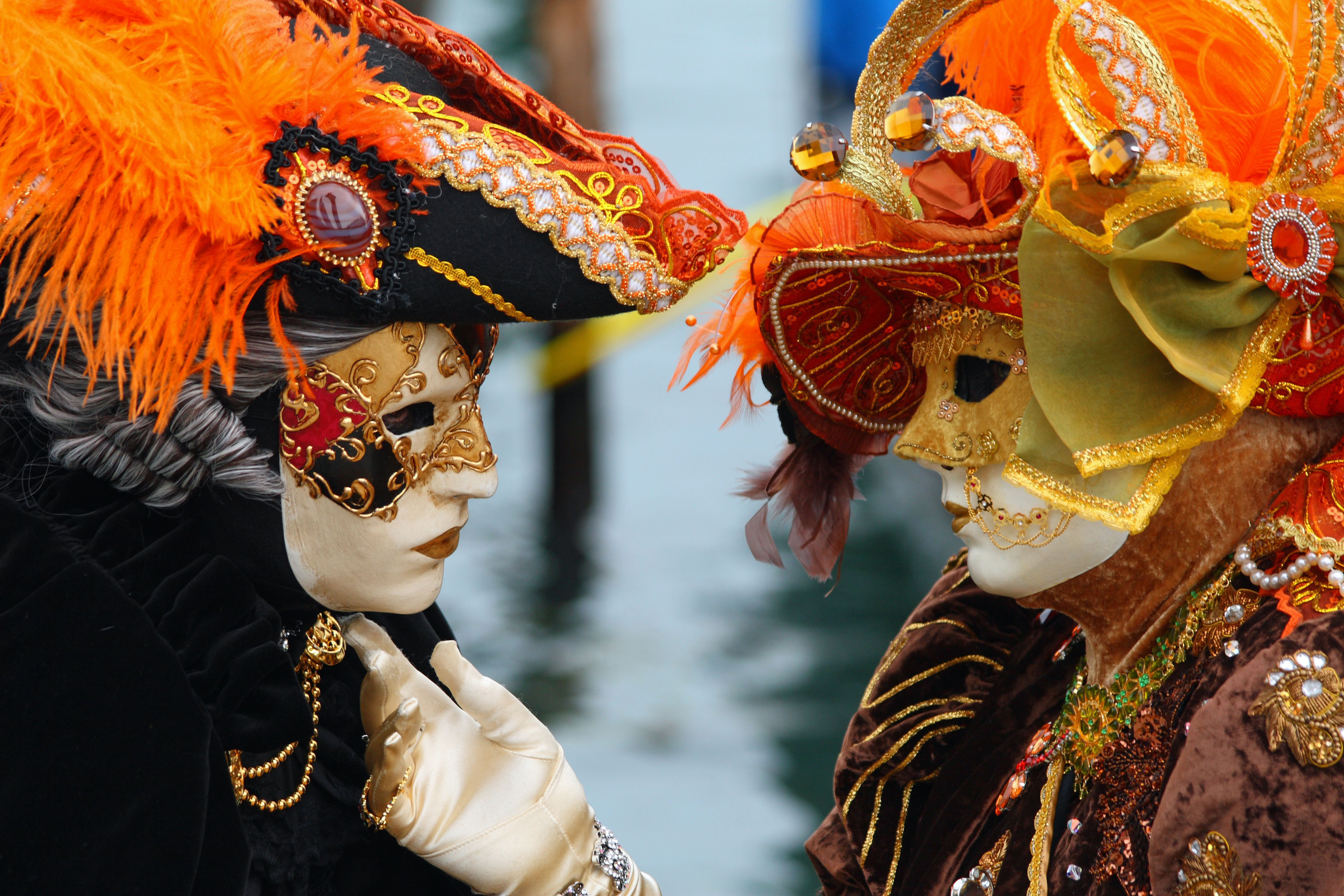
كرنفال البندقية.

تعد الأقنعة دائما سمة أساسية من كرنفال البندقية، وبالتقاليد سمح للناس بلبسها بين مهرجان سانتو ستيفانو (عيد القديس ستيفن [الإنجليزية] 26 ديسمبر) وبداية موسم الكرنفال ومنتصف الليل من يوم ثلاثاء الشرف. كما سمح أيضا بلبس الأقنعة من 5 أكتوبر لعيد الميلاد. ويتمتع مصنعوا الأقنعة بمكانة خاصة في المجتمع، وبقوانينهم الخاصة وبنقابة خاصة بهم.

### الأصل

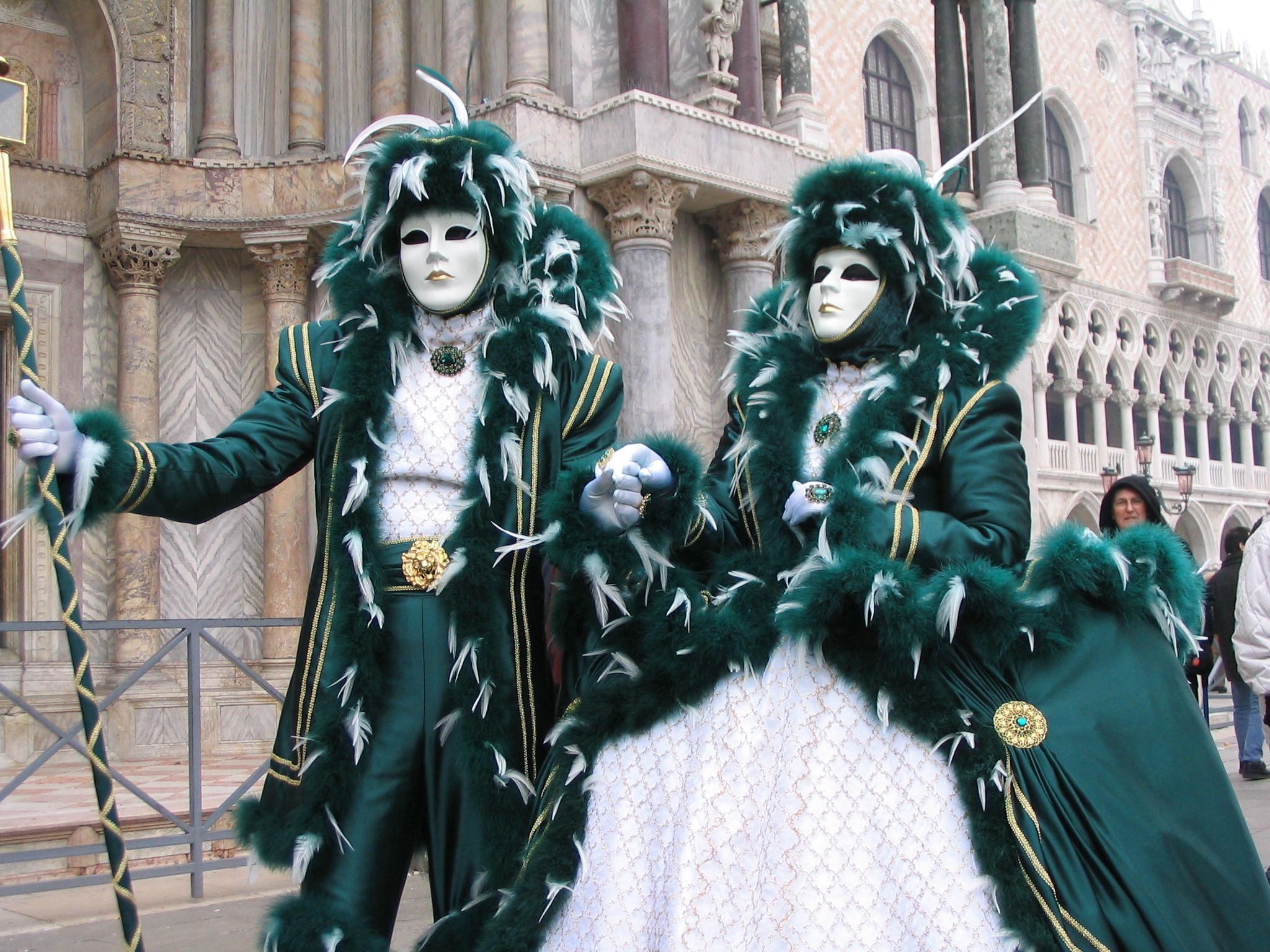
كرنفال البندقية.

هناك أدلة أقل تفسر الدافع وراء ارتداء أول قناع في البندقية. يجادل أحد العلماء بأن تغطية الوجه في الأماكن العامة كان استجابة البندقية الفريدة لواحد من أكثر التسلسلات الهرمية الطبقية صرامة في التاريخ الأوروبي. خلال الكرنفال، تم تعليق قوانين محددة للنفقات، حيث يمكن للناس ارتداء ما يحلو لهم من أقنعة، بدلاً من القواعد المنصوص عليها في القانون التي تنص عليهم أن يرتدوا قناعاً كل حسب مهنته وطبقته الاجتماعية.
يمكن العثور على المصادر الأولى الموثقة التي تذكر استخدام الأقنعة في البندقية منذ القرن الثالث عشر. اعتبر المجلس العظيم أن إلقاء البيض المعطر جريمة. كانت رائحة البيض هذه عبارة عن قشور بيض تمتلئ عادة بعطر ماء الورد، ويقذفها الشباب على أصدقائهم أو على الشابات اللاتي أعجبوا بهم. ومع ذلك، في بعض الحالات، يُعبَّأ البيض بالحبر أو غيرها من المواد الضارة. عادة ما تكون المقامرة في الأماكن العامة غير قانونية، إلا خلال الكرنفال. تنص الوثيقة على منع الأشخاص المتقنعين من المقامرة.
منع قانون آخر في عام 1339 الفينيسيين من ارتداء التنكر المبتذل وزيارة الأديرة وهم مقنعين. كما يحظر القانون رسم الوجه أو ارتداء لحى مستعارة أو شعر مستعار.

### بوتا

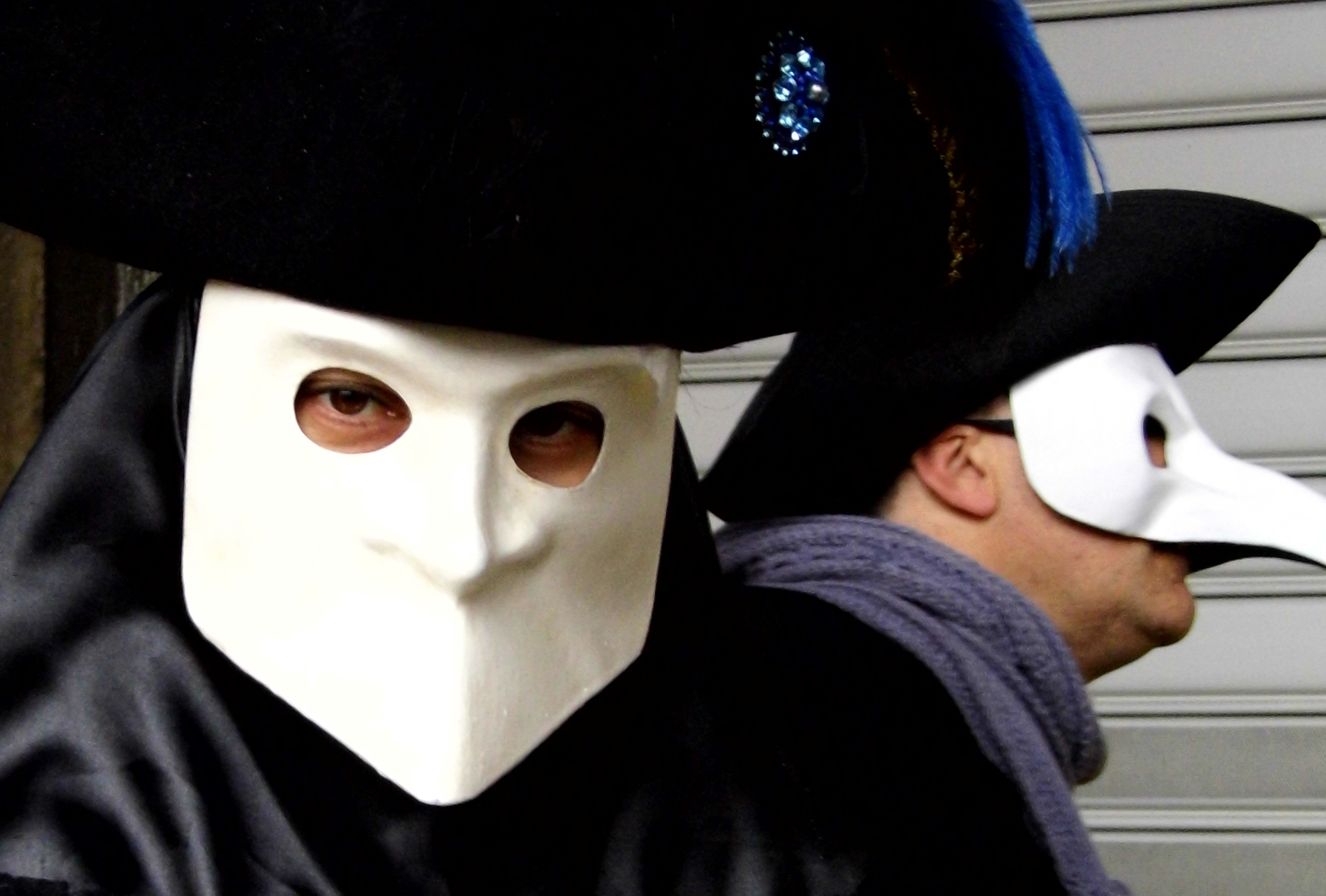
كارنيفال في فينيديج - بانوراما

بوتا (يشار إليها أحيانا باسم baùtta) هو قناع، اليوم في كثير من الأحيان بشكل كبير مذهب على الرغم من الأبيض صارخ بسيط في الأصل، والذي يهدف لتغطية مريح الوجه كله. تميزت هذه القطعة الفنية التقليدية الغريبة بإدراج أنف بارز للغاية، وحافة فوق حجاجية سميكة، و «خط ذقن» بارز، وعدم وجود فم. تم تصميم ذقن القناع الذي يشبه المنقار لتمكين مرتديه من التحدث والأكل والشرب دون الحاجة إلى خلعه، وبالتالي الحفاظ على سرية هوية مرتديه.كثيرا ما يكون مصحوبا بالرأس الأحمر أو الأسود والبطين الثلاثي القرون.
في القرن 18، جنبا إلى جنب مع دائري أو نصف دائري الرأس السوداء شبك  يسمى تبارو (وغطاء زينديل) وأصبحت قناع مجتمع موحد والتخفي التي تخضع لرقابة الحكومة في البندقية. كان ارتداؤه أمرًا إلزاميًا في بعض أحداث صنع القرار السياسي عندما كان يُطلب من جميع المواطنين التصرف بشكل مجهول كأقران. يحق للمواطنين فقط (أي الرجال) استخدام البوتا. كان دورها مشابهًا لعمليات إخفاء الهوية التي تم اختراعها لضمان الاقتراع العام والمباشر والحر والمتساوي والسريفي الديمقراطيات الحديثة. أيضًا، تم حظر حمل الأسلحة مع القناع على وجه التحديد بموجب القانون ويمكن تطبيقه من قبل شرطة البندقية.
نظرًا لهذا التاريخ وعناصره التصميمية الغريبة، كان الرجال يرتدون البوتا عادةً، لكن العديد من اللوحات التي تم إجراؤها في القرن الثامن عشر تصور أيضًا نساء يرتدين هذا القناع والقبعة ثلاثية القرن. ريدوتو، بائع العطور من بيترو لونغي هما مثالان على ذلك من خمسينيات القرن الثامن عشر.

### كولومبينا
كولومبينا (المعروف أيضا باسم كولومبين ونتيجة ل كولومبينو) هو نصف قناع، لا تغطي سوى العينين وحينها والأنف والخدين العليا. غالبًا ما يكون مزينًا بدرجة عالية بالذهب والفضة والكريستال والريش. يتم تثبيته على الوجه بهراوة أو ربطه بشريط كما هو الحال مع معظم أقنعة البندقية الأخرى. و كولومبينا يدعى قناع بعد حرف الأسهم في ديلارتى كوميديا: كولومبينا كانت خادمة وسوبرات الذي كان جزءا المعشوق من المسرح الإيطالي للأجيال. يقال أنها صممت لممثلة لأنها لم تكن ترغب في تغطية وجهها الجميل بالكامل. في الواقع، كولومبيناهو بالكامل ابتكار حديث. لا توجد لوحات تاريخية تصور استخدامه على المسرح أو في الحياة الاجتماعية.
في حين أن كلا من الرجال والنساء ارتداء هذا القناع الآن، أنها بدأت المرأة التناظرية إلى بوتا.

### ميديكو ديلا بيستي (طبيب الطاعون)

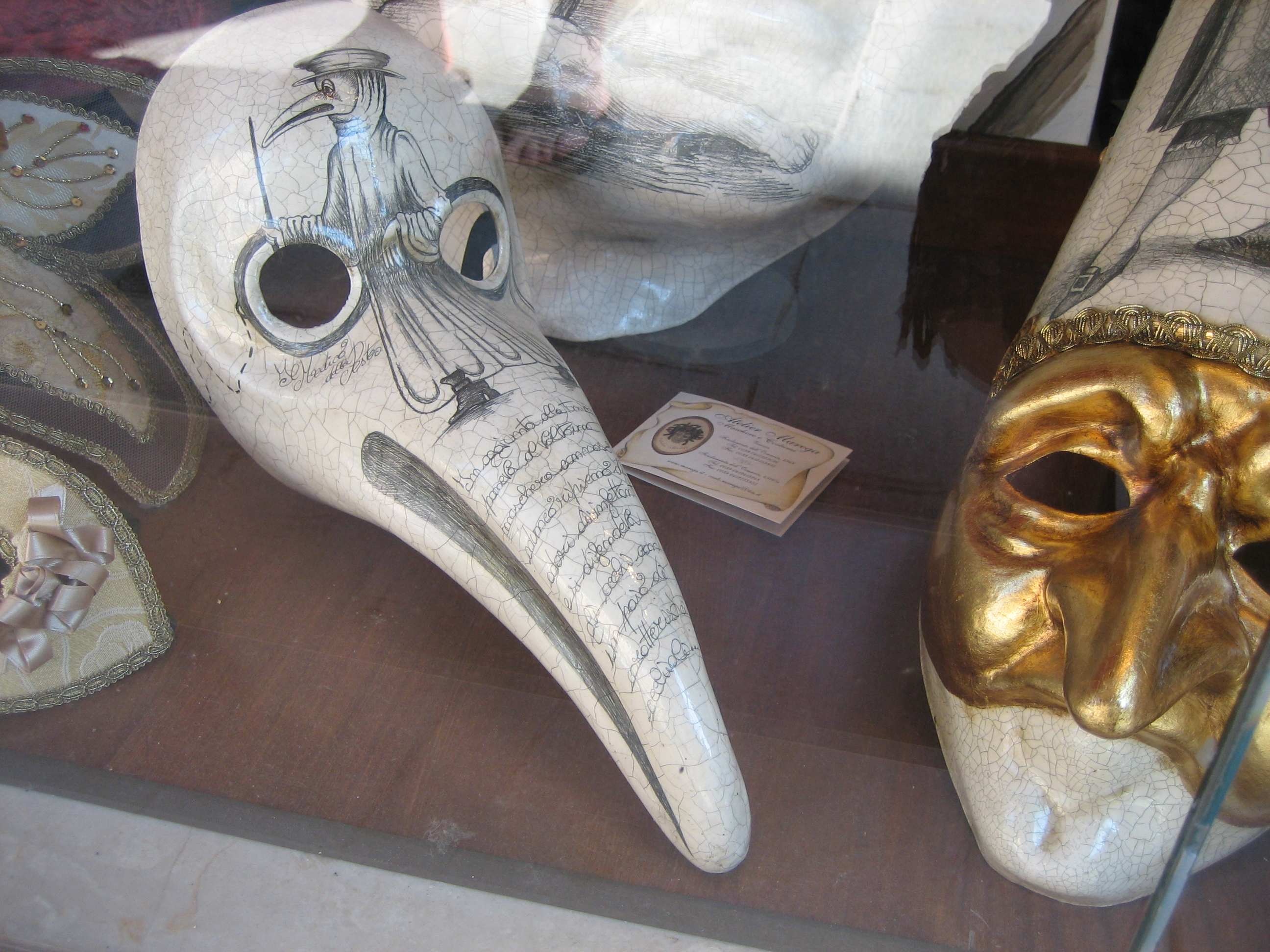
Medico Della Peste - قناع "طبيب الطاعون" - قناع منقار الطبيب ؛ أقنعة كرنفال البندقية التقليدية ، بما في ذلك قناع "طبيب الطاعون" ، في نافذة متجر أقنعة Ca 'del Sol في Sestiere di Castello.

تعد ميديكو ديلا بيستي، بمنقارها الطويل، واحدة من أكثر أقنعة البندقية غرابة وتميزًا، على الرغم من أنها لم تبدأ كقناع كرنفال على الإطلاق ولكن كوسيلة لمنع انتشار المرض. يعود أصل التصميم المذهل إلى الطبيب الفرنسي شارل دي لورمي الذي عاش في القرن السابع عشر والذي تبنى القناع مع احتياطات صحية أخرى أثناء علاج ضحايا الطاعون.غالبًا ما يكون القناع أبيض اللون، ويتكون من منقار مجوف وفتحات عيون مستديرة مغطاة بأقراص كريستالية، مما يخلق تأثيرًا يرتدي نظارة طبية. يعد استخدامه كقناع كرنفال تقليدًا حديثًا تمامًا، وغالبًا ما تكون هذه الأقنعة اليوم أكثر زخرفة. على الرغم من أن الرجال يرتدون القناع والأزياء بشكل حصري تقريبًا، إلا أن التحسين في الزخرفة يشير أيضًا إلى أن النساء أكثر عرضة لارتداء القناع والأزياء مقارنة بالسنوات السابقة في الكرنفال.
أطباء الطاعون الذين اتبعوا سبيل المثال دي لورمي وارتدى قبعة سوداء المعتادة وعباءة سوداء طويلة وكذلك قناع، وقفازات بيضاء والموظفين (وذلك لتكون قادرة على التحرك المرضى دون الحاجة للحضور إلى الاتصال الجسدي معهم). كانوا يأملون في أن تمنعهم هذه الاحتياطات من الإصابة بالمرض. كان القناع في الأصل منقارًا لغرض يتوافق مع نظرية المرض التي كانت تمارس في ذلك الوقت: سمح المنقار المجوف باحتواء الزهور وغيرها من المواد ذات الرائحة الحلوة المصممة لإبعاد الروائح الكريهة التي كان يعتقد أنها تنشر العدوى. غالبًا ما يرتدي أولئك الذين يرتدون قناع طبيب الطاعون الملابس المرتبطة بطبيب الطاعون. يمكن اعتبار شعبية ميديكو ديلا بيستي بين المحتفلين بالكرنفال بمثابة تذكار موري.

## معرض الصور

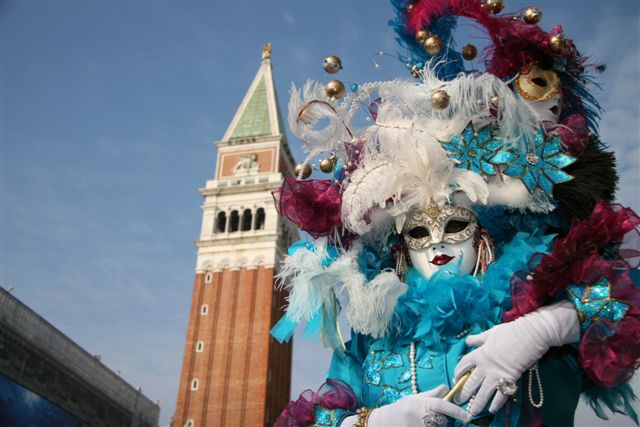
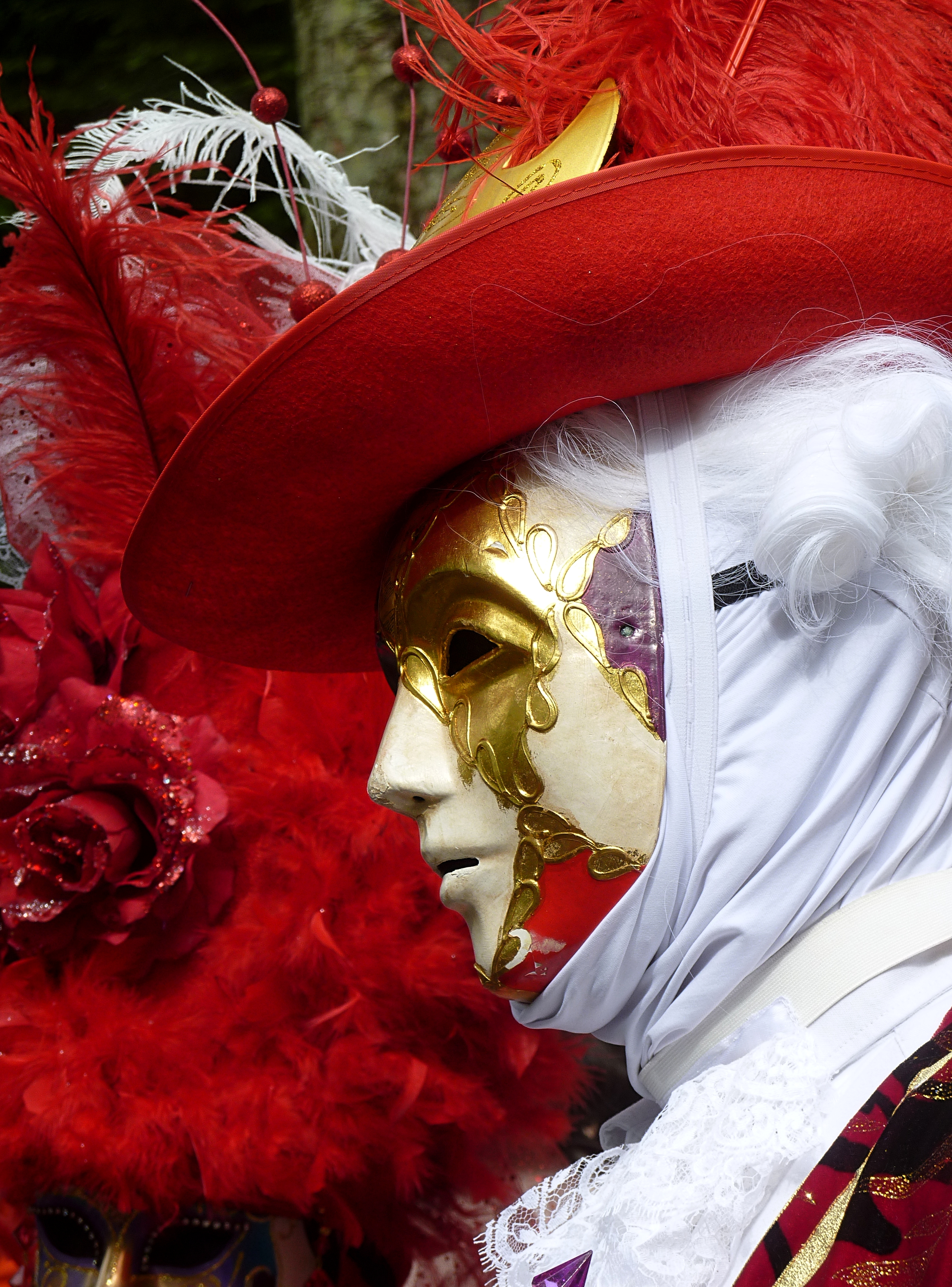
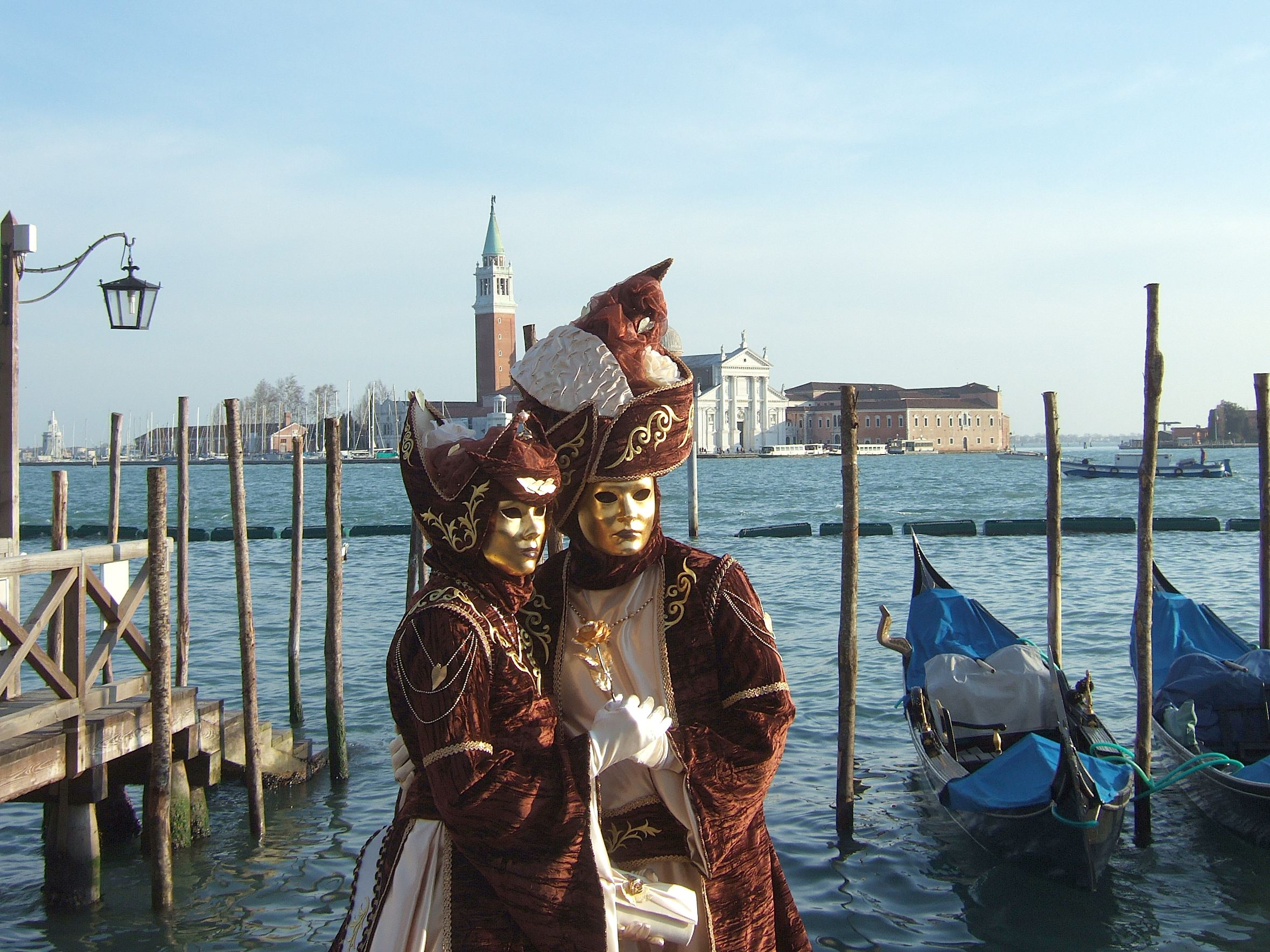
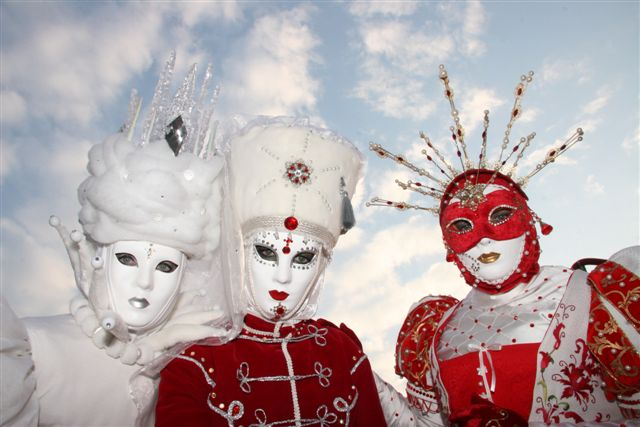
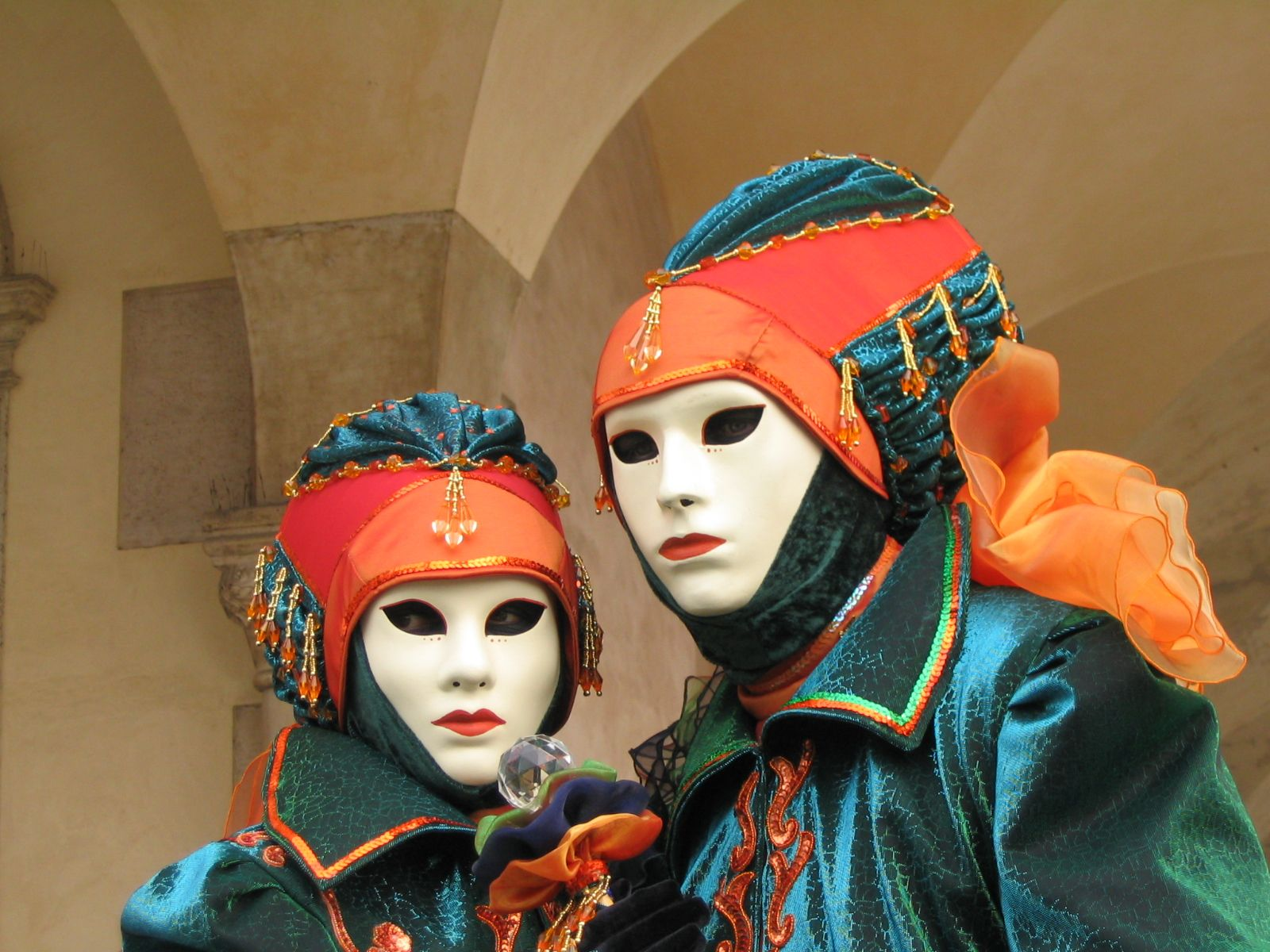
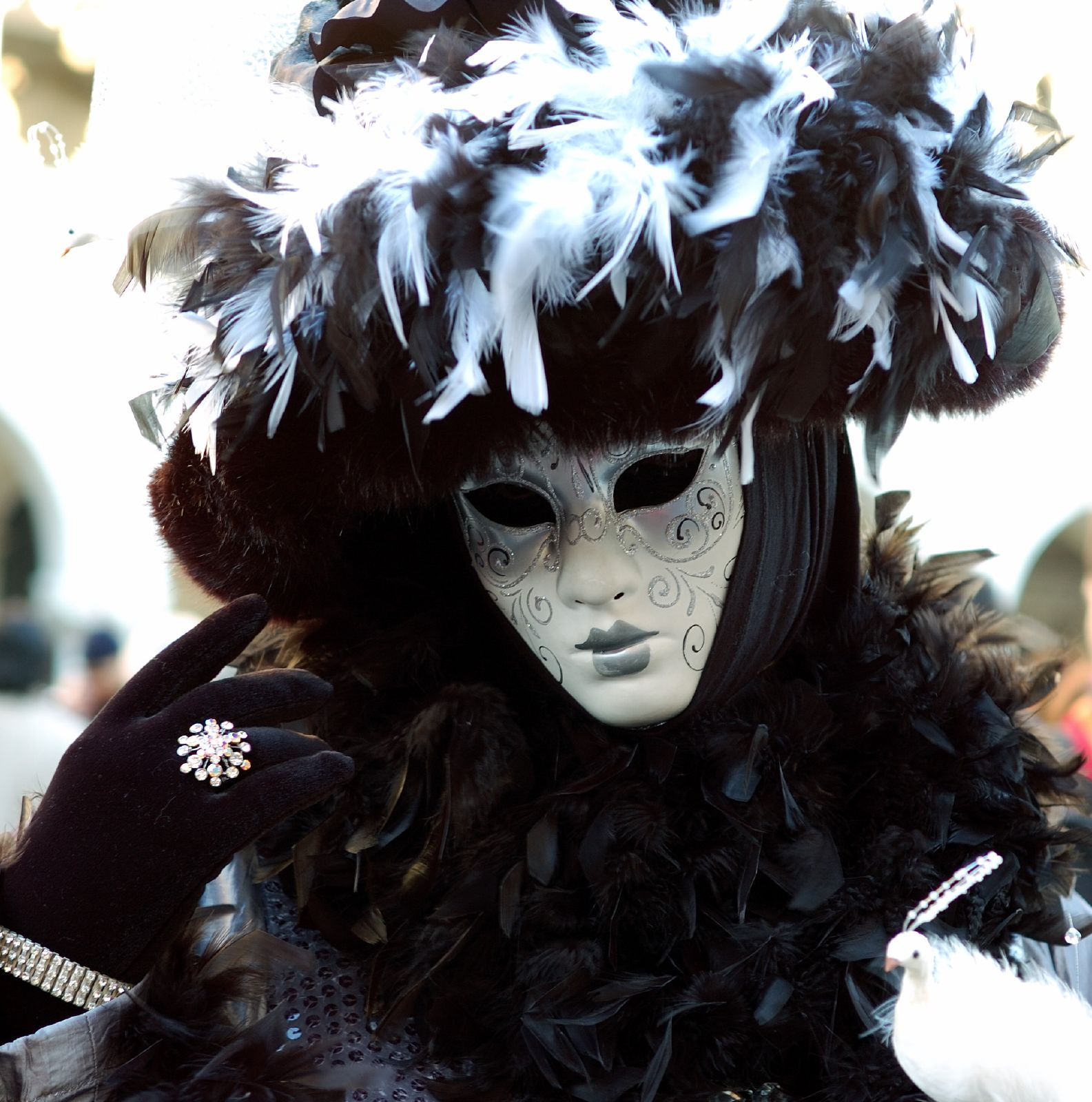
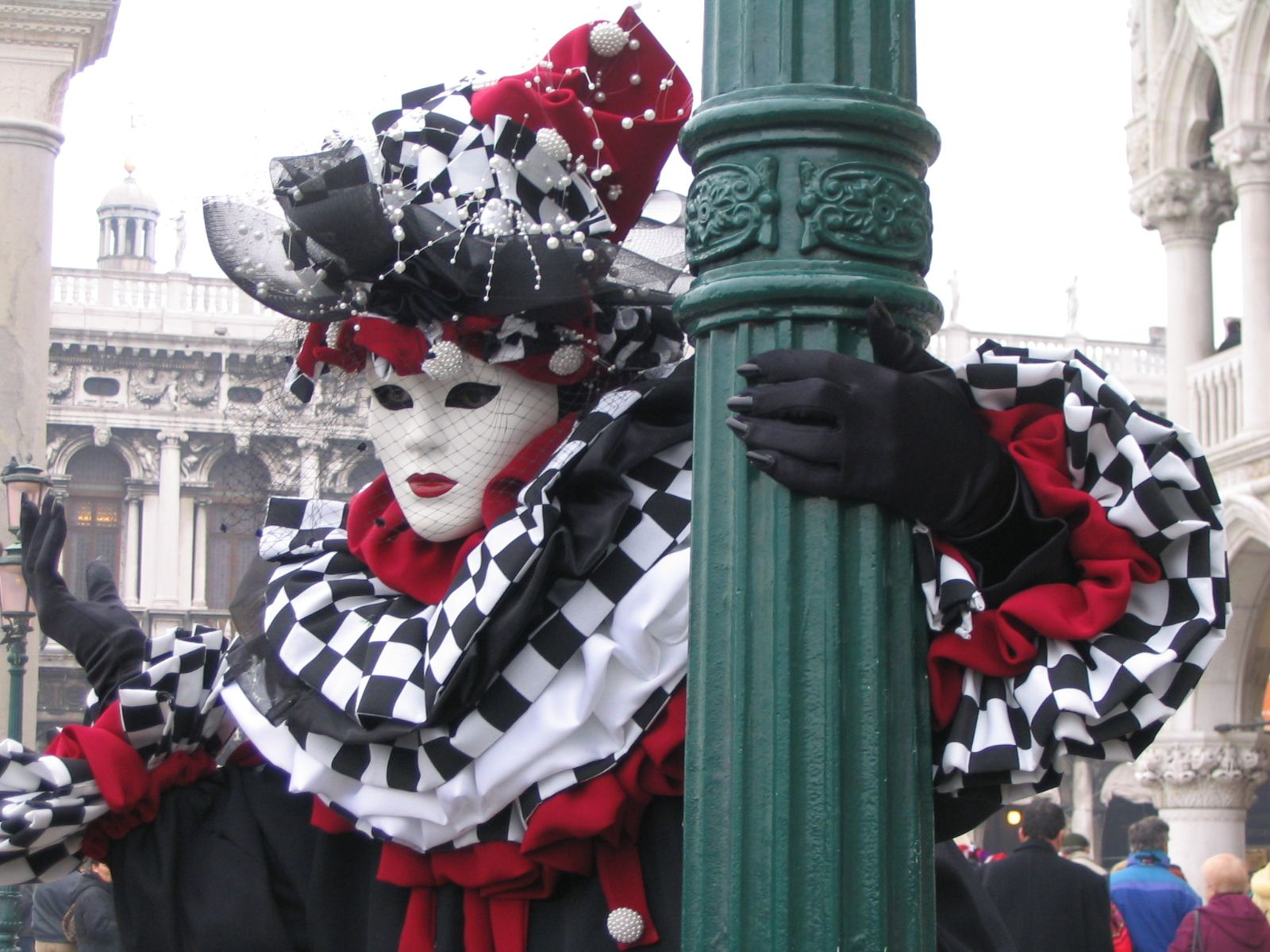
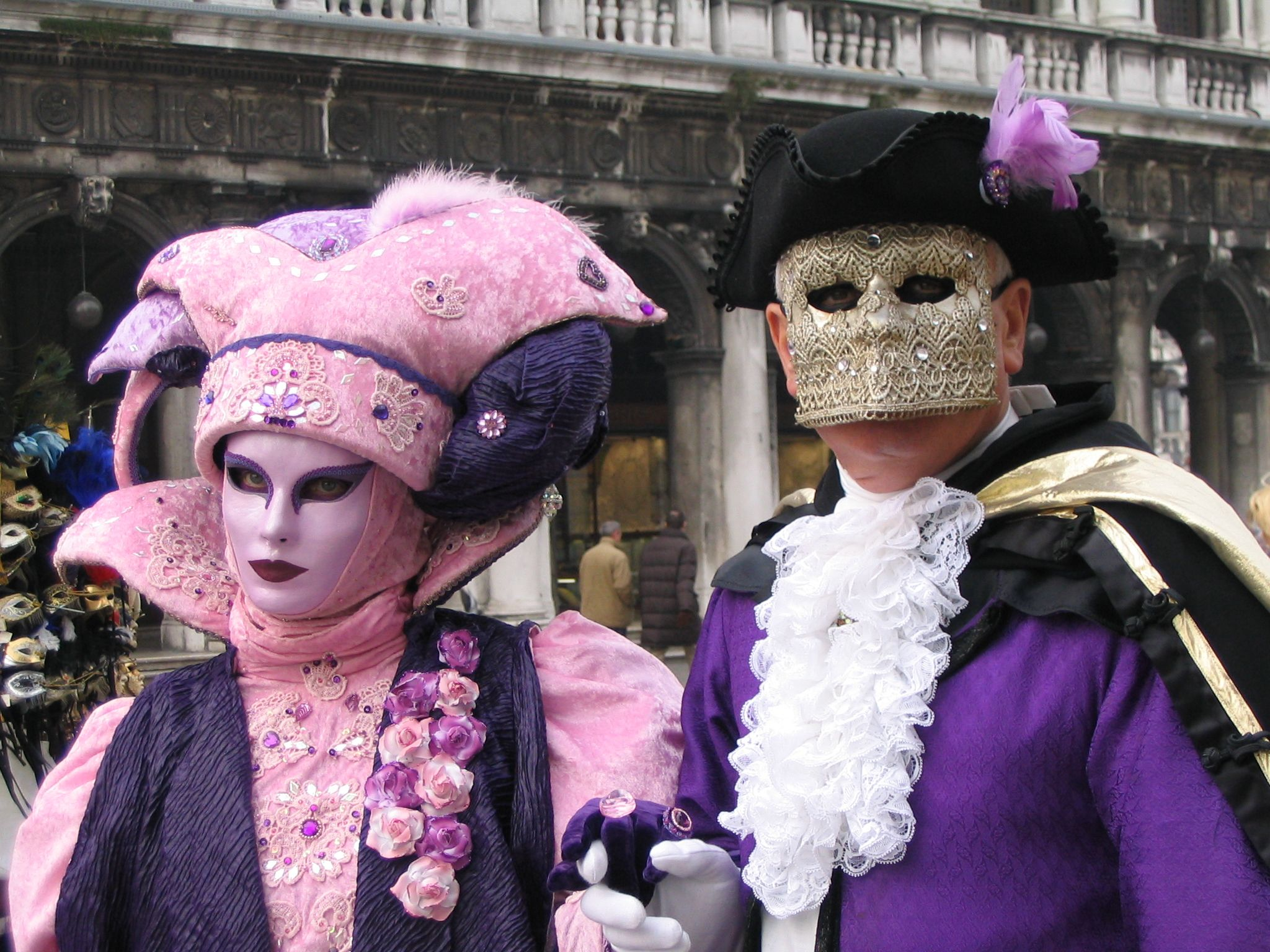
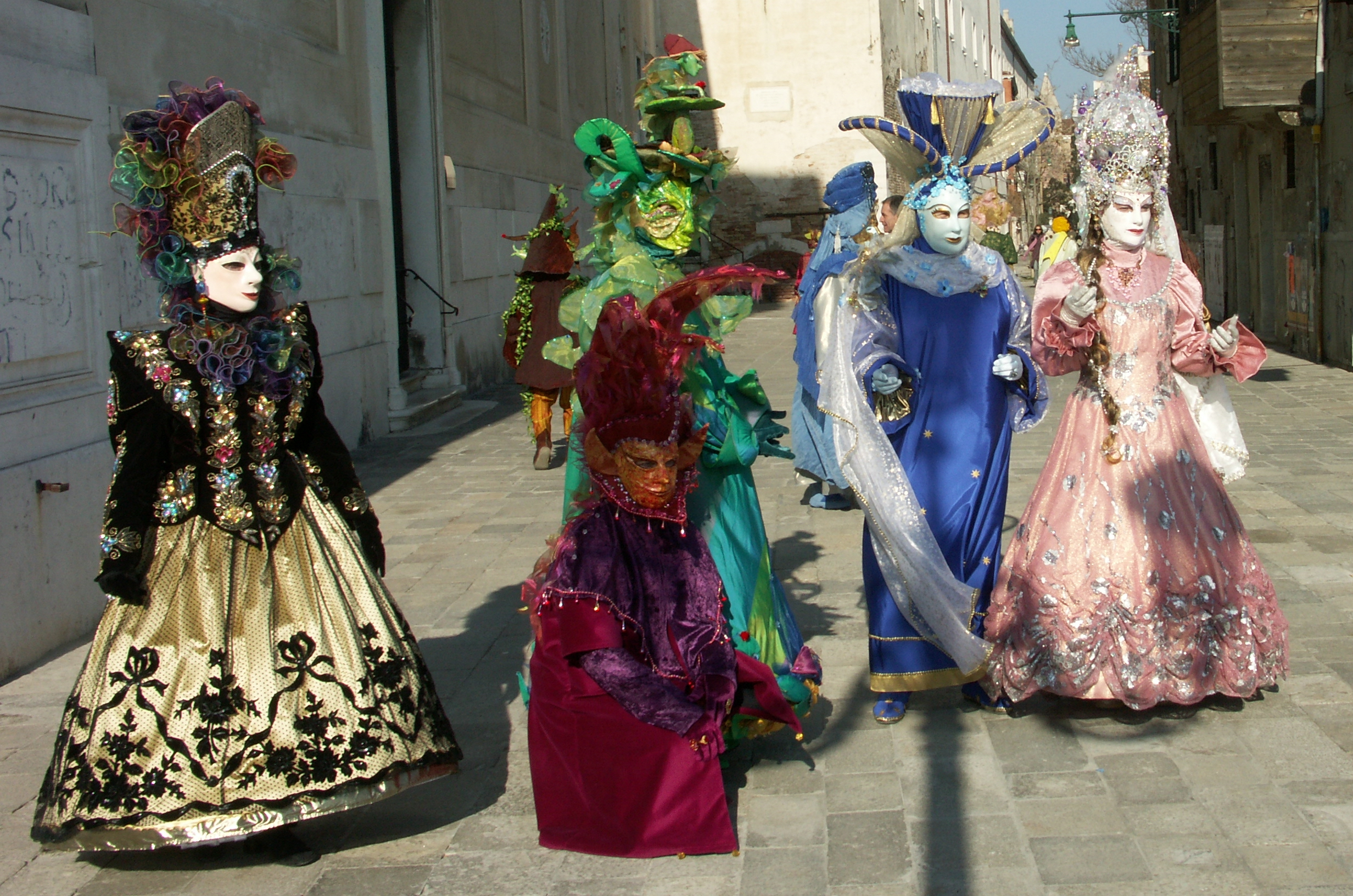
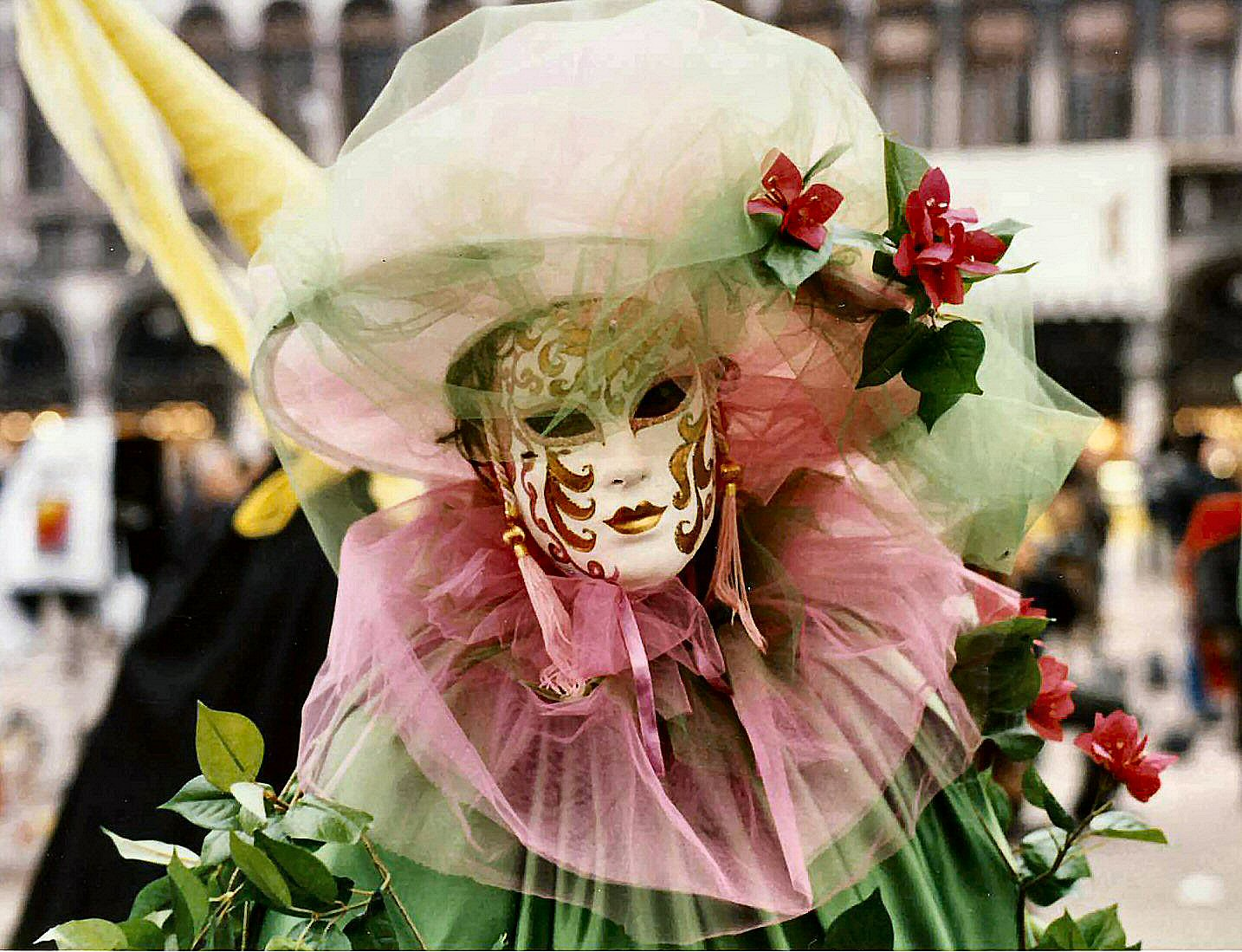
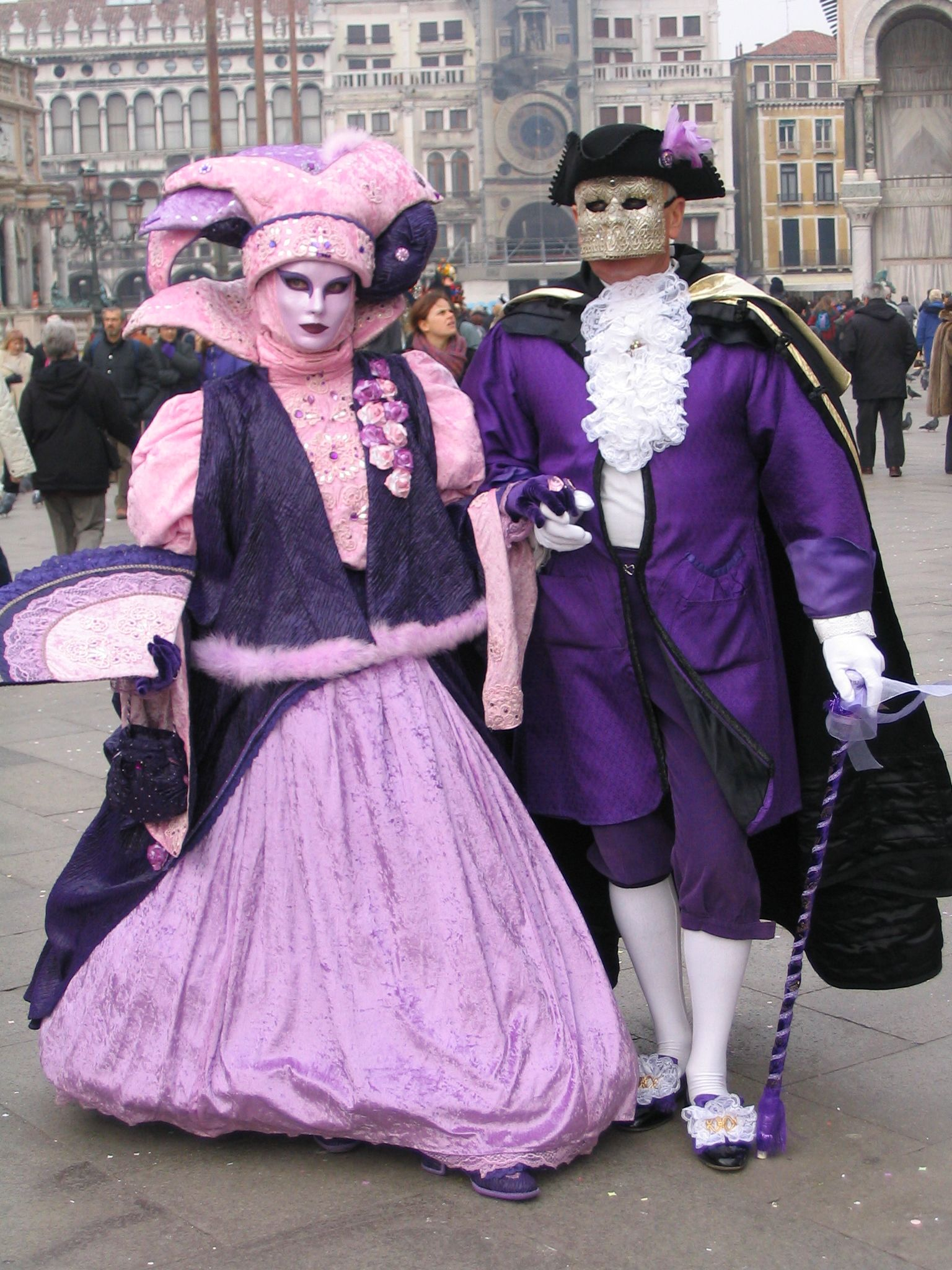
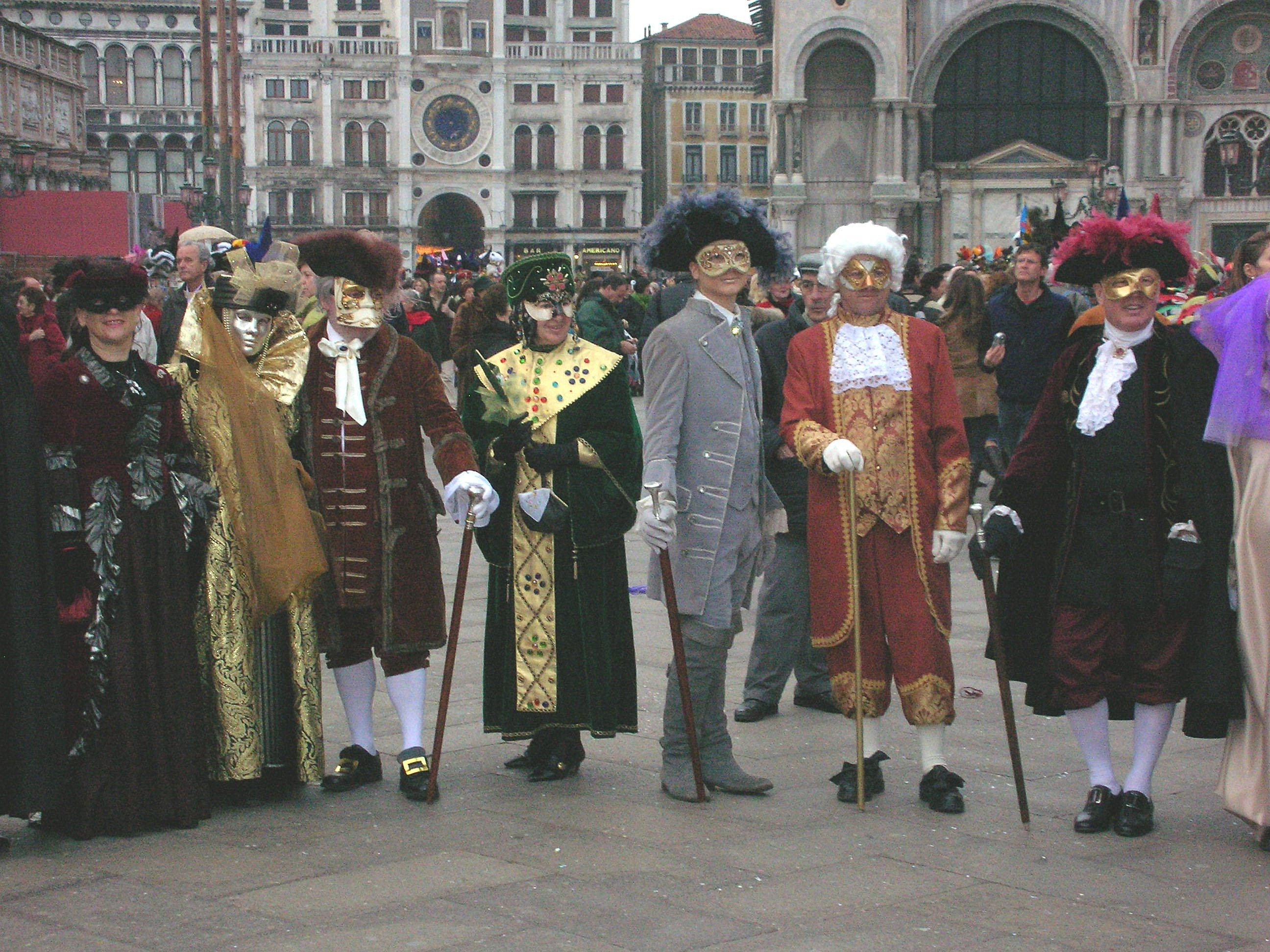
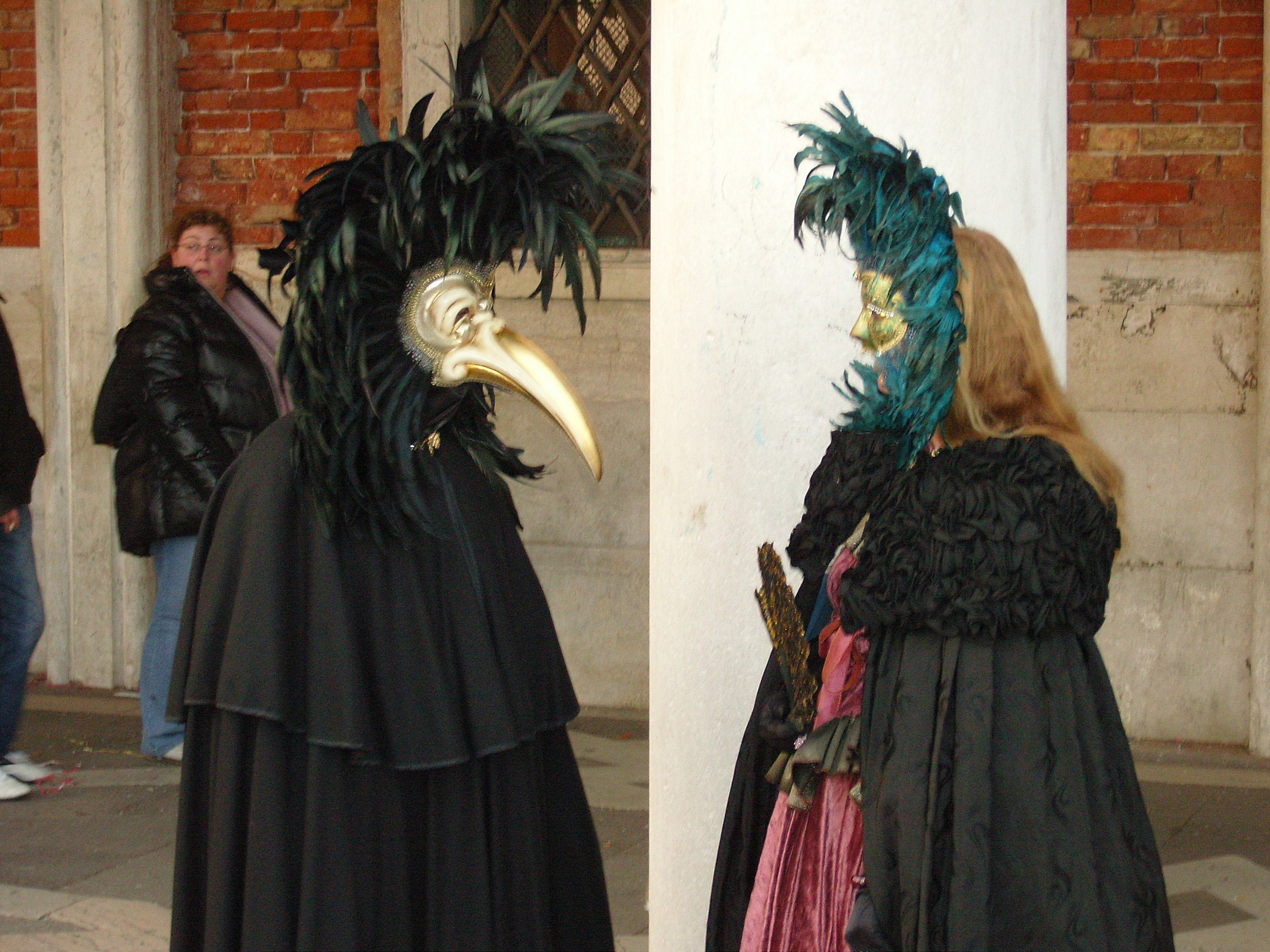
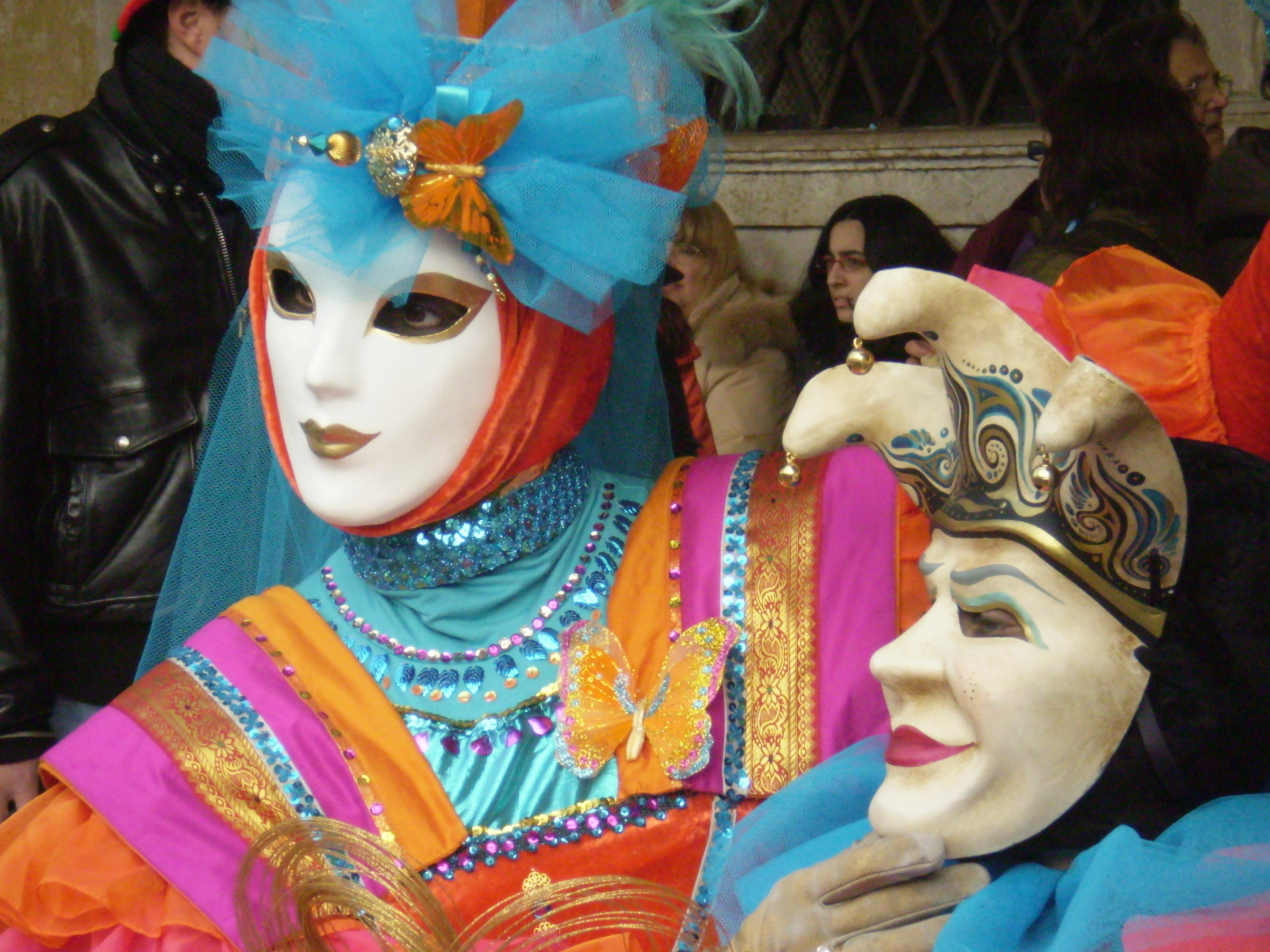
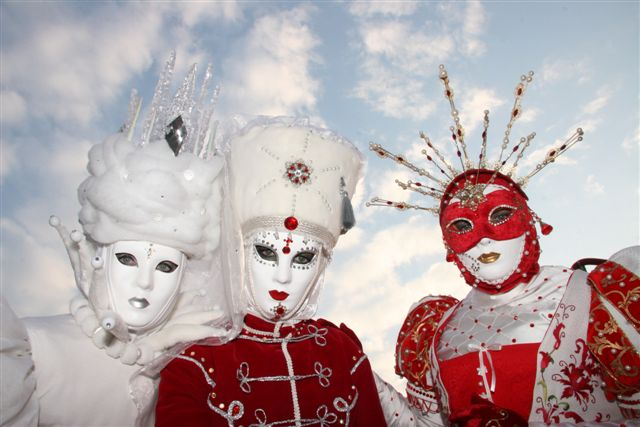
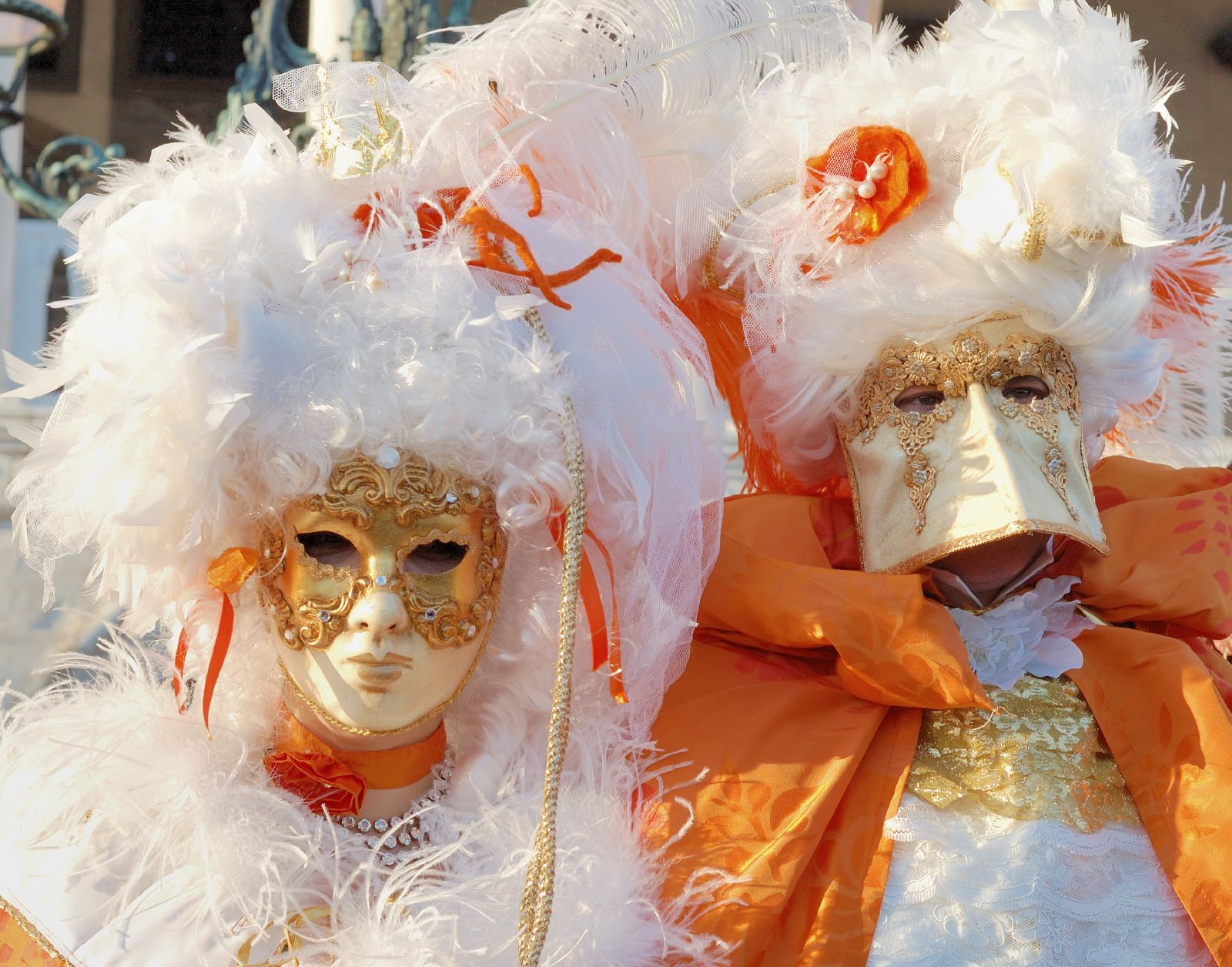
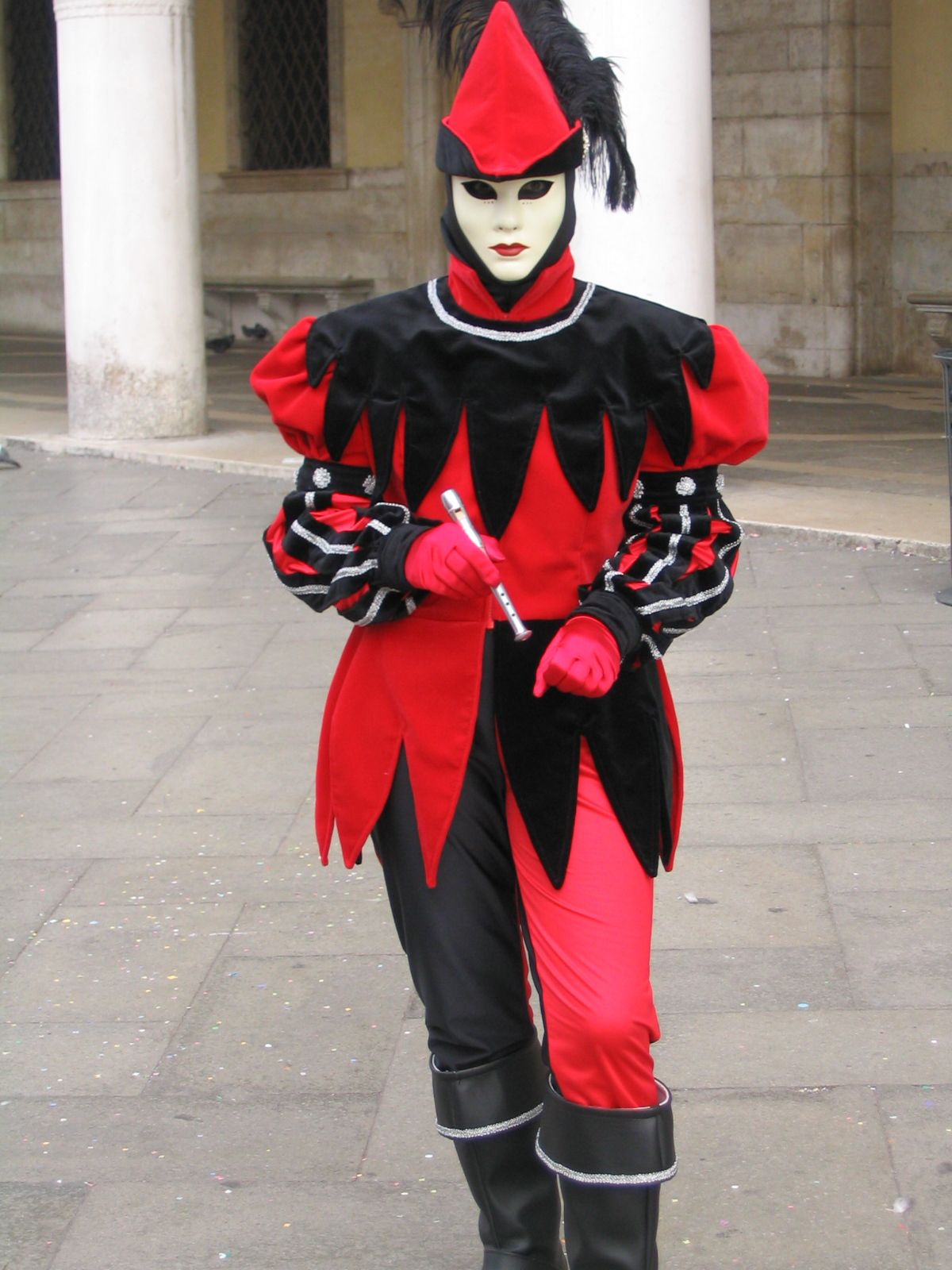
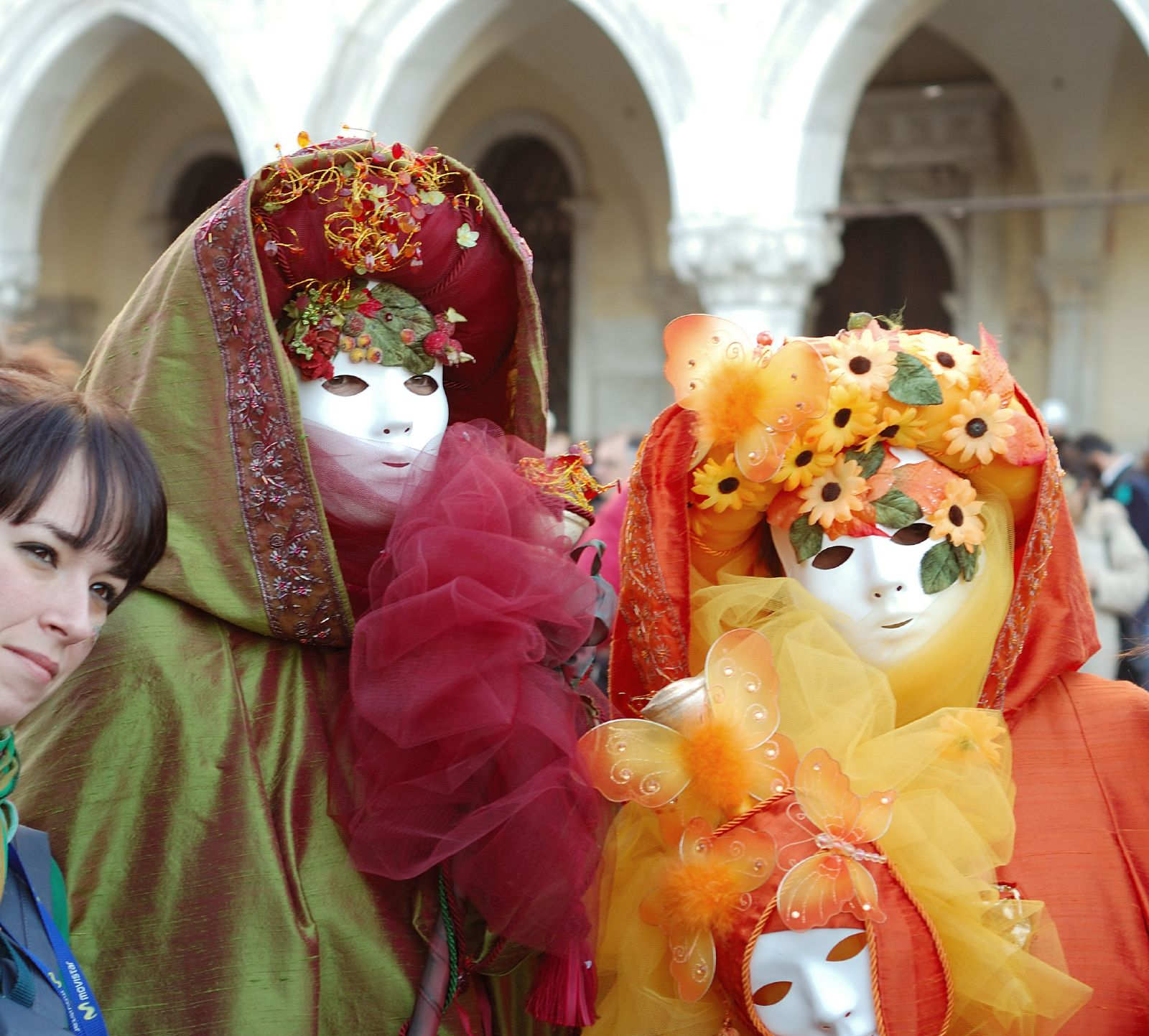
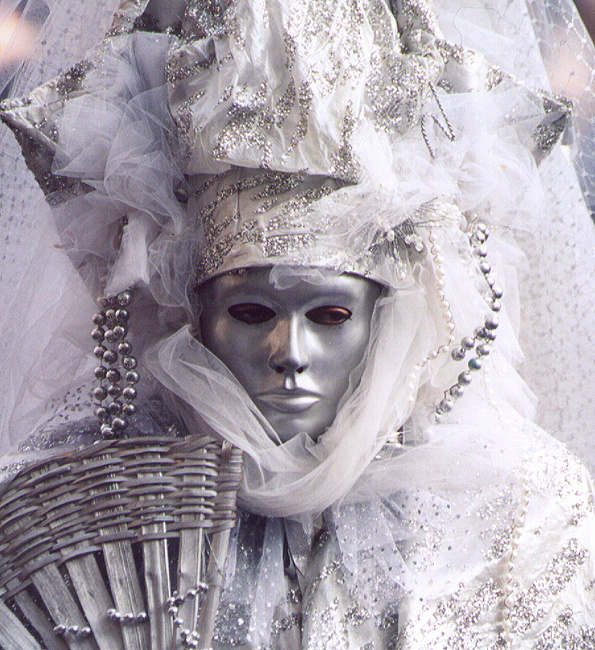
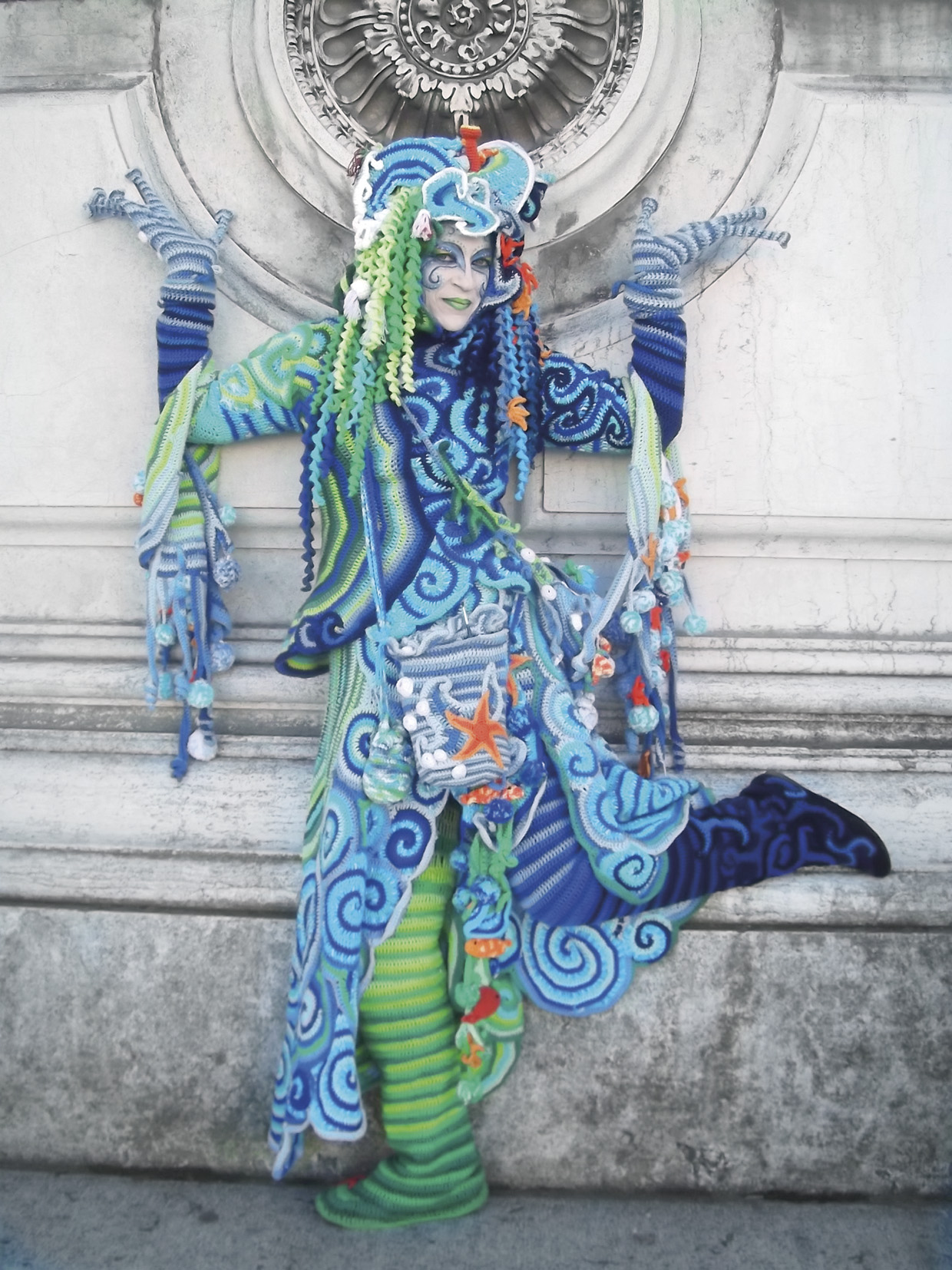
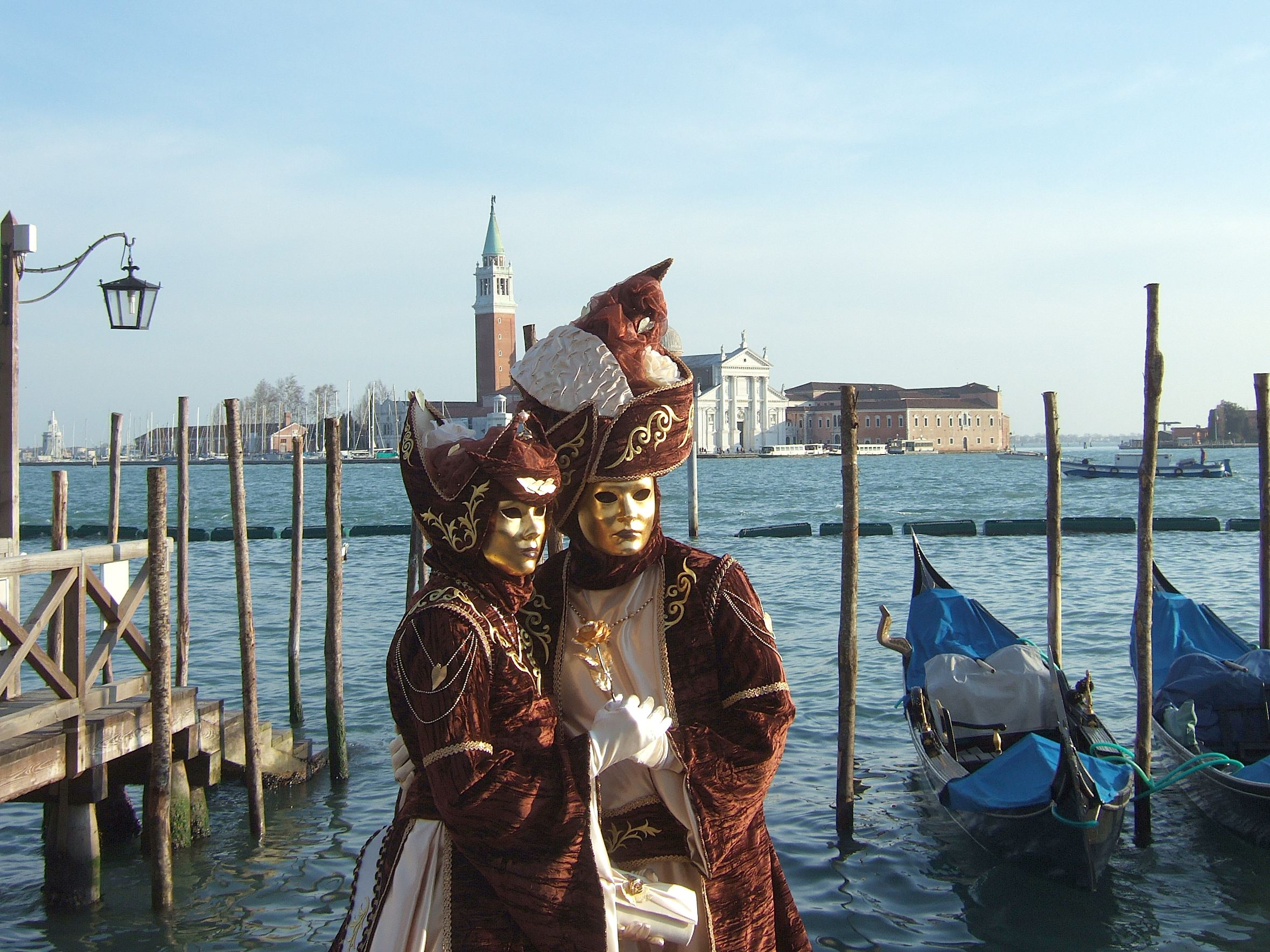
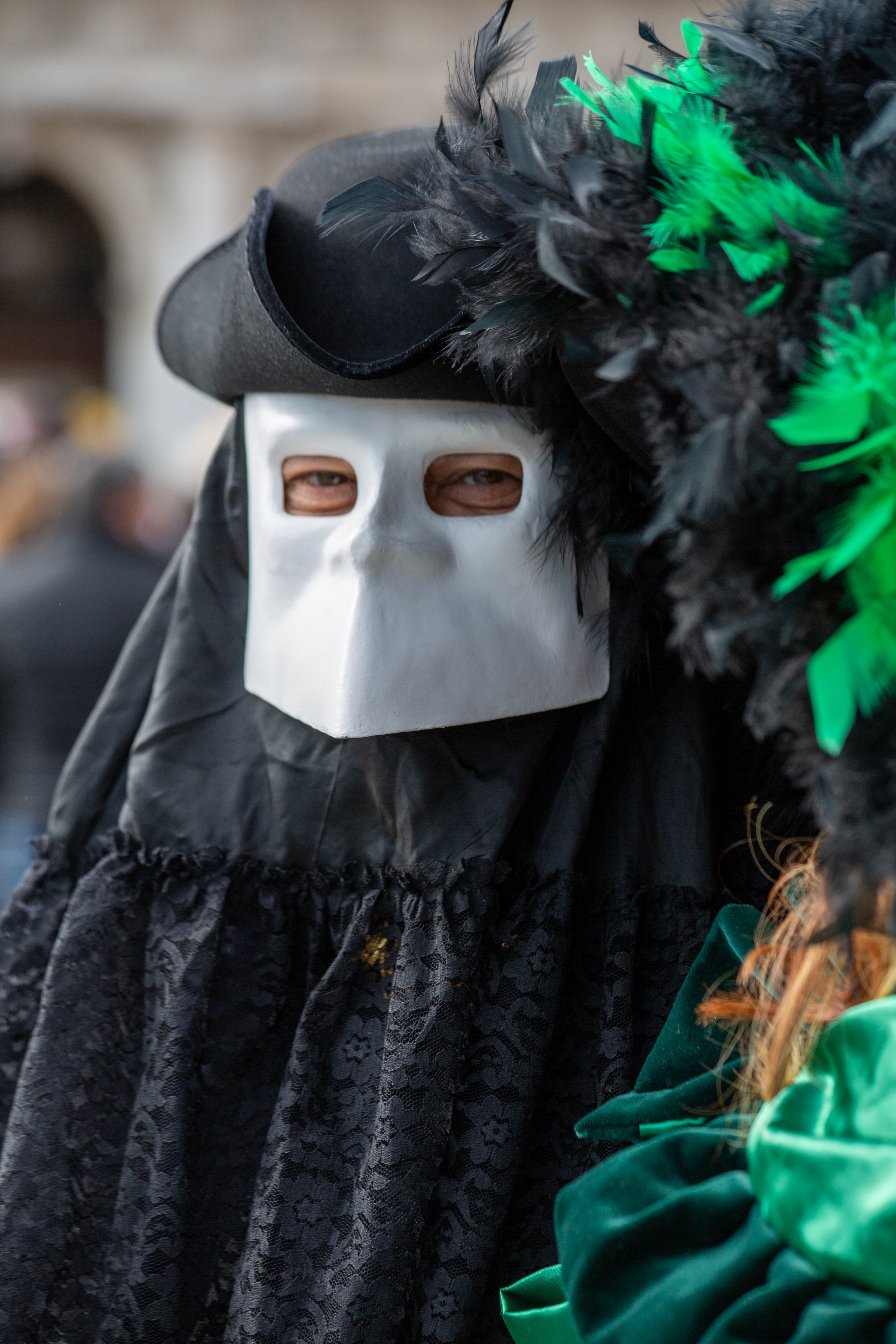
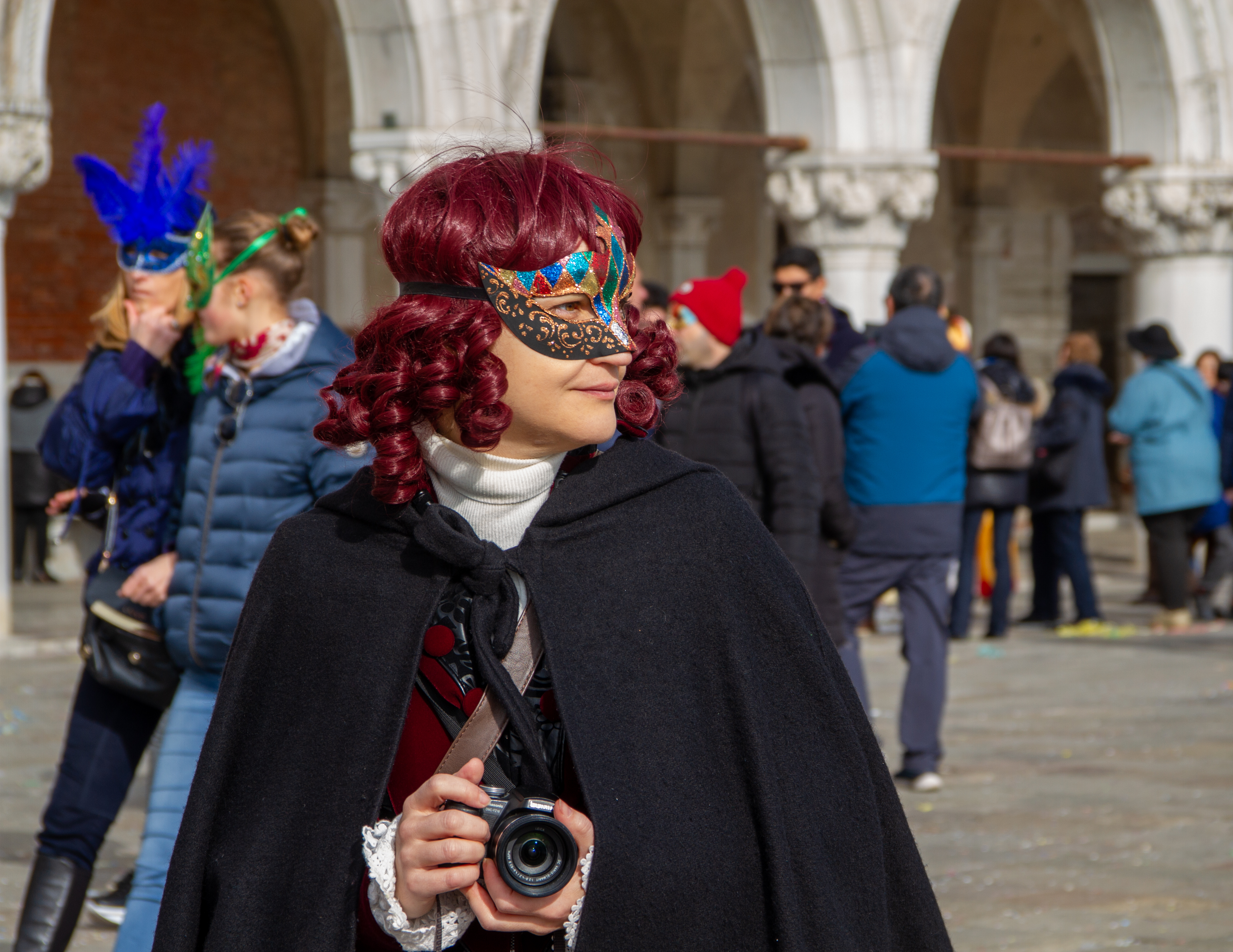
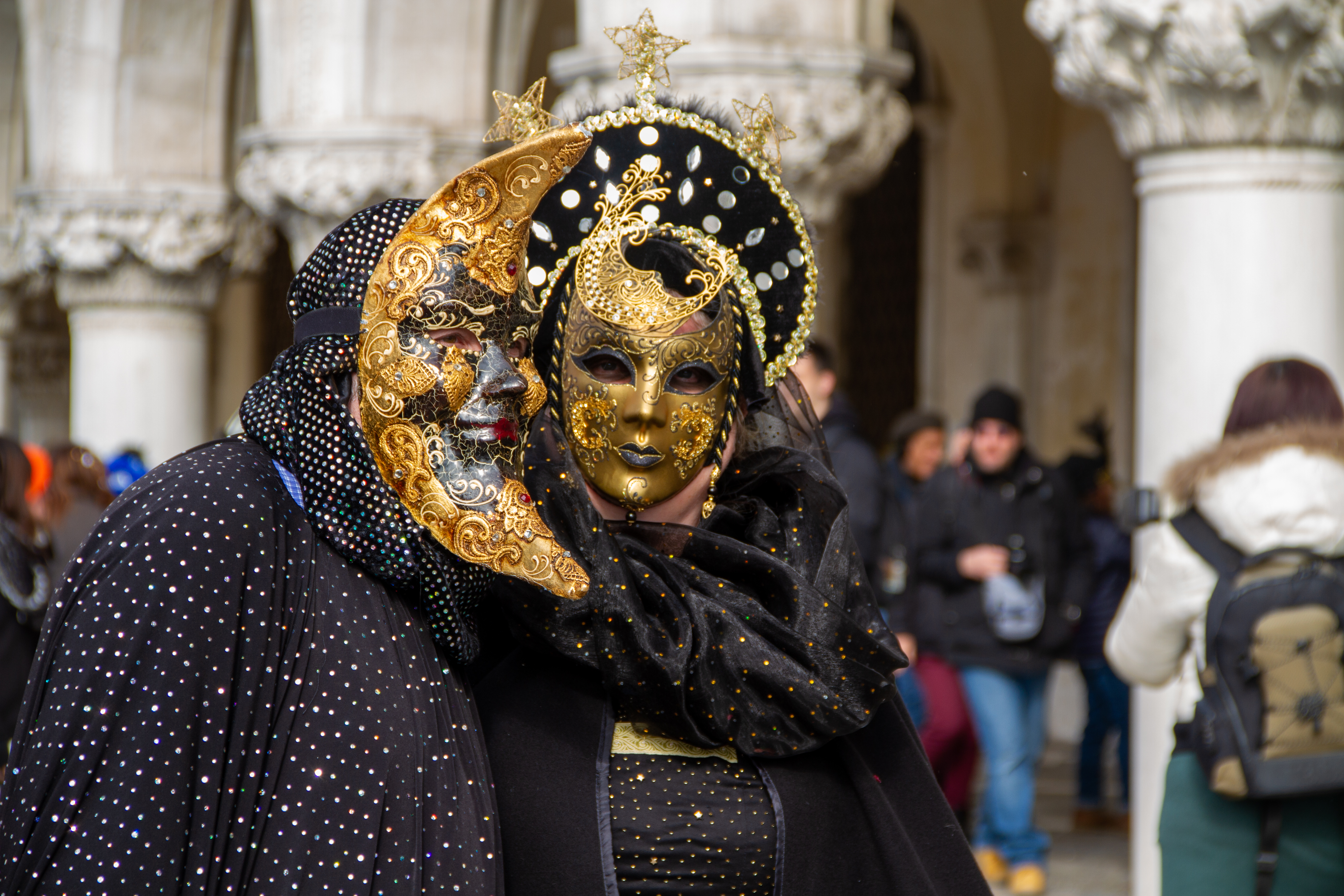
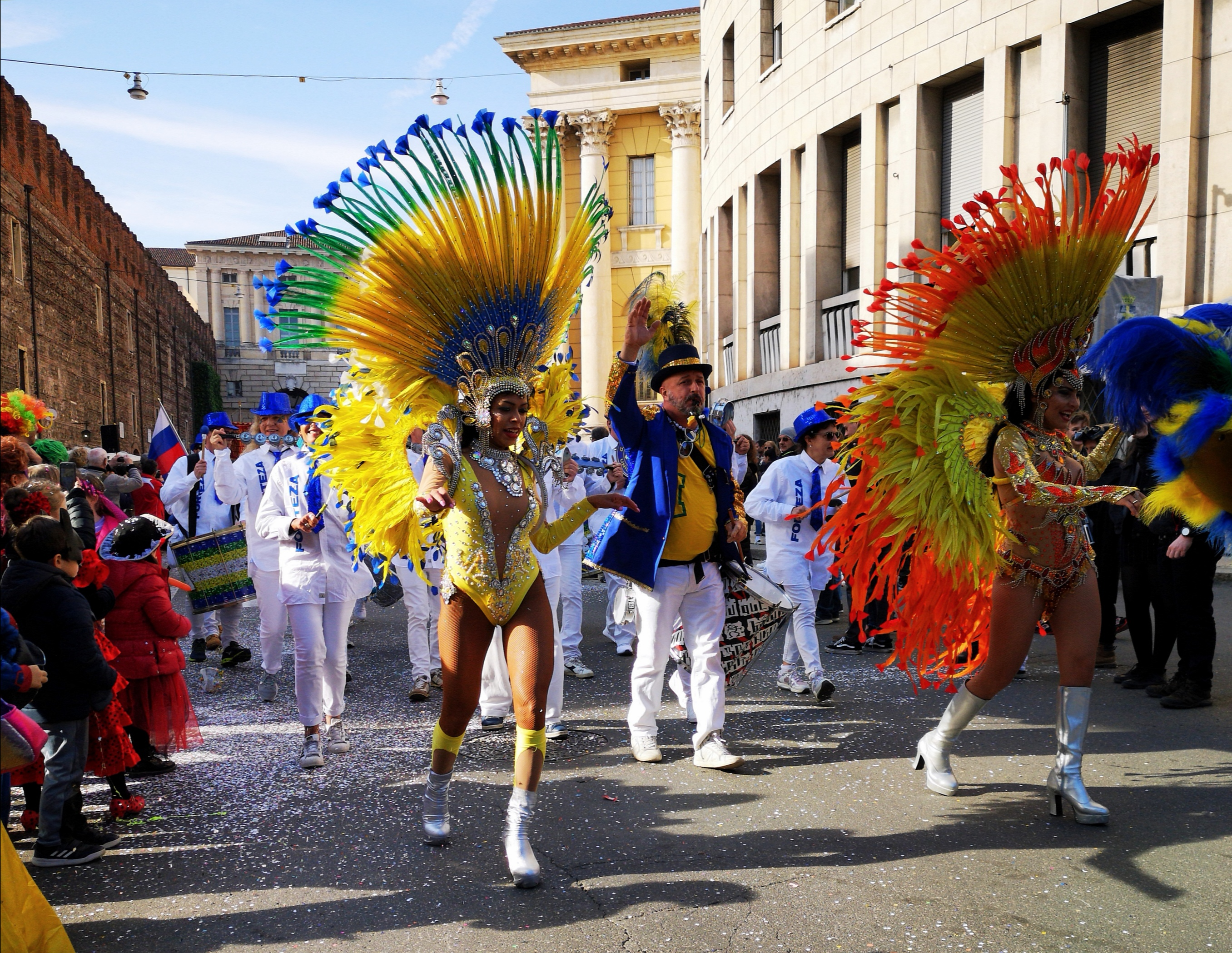
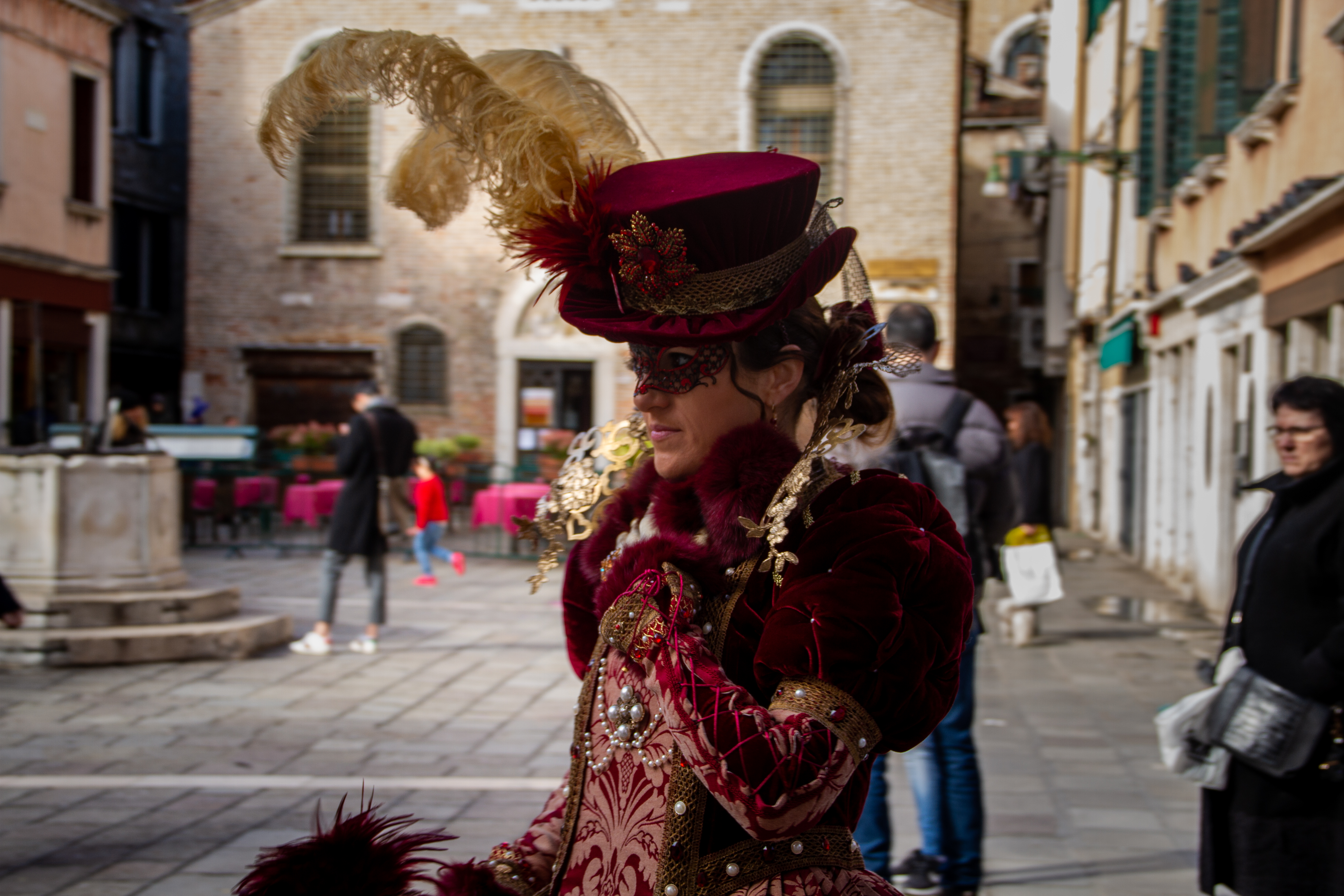
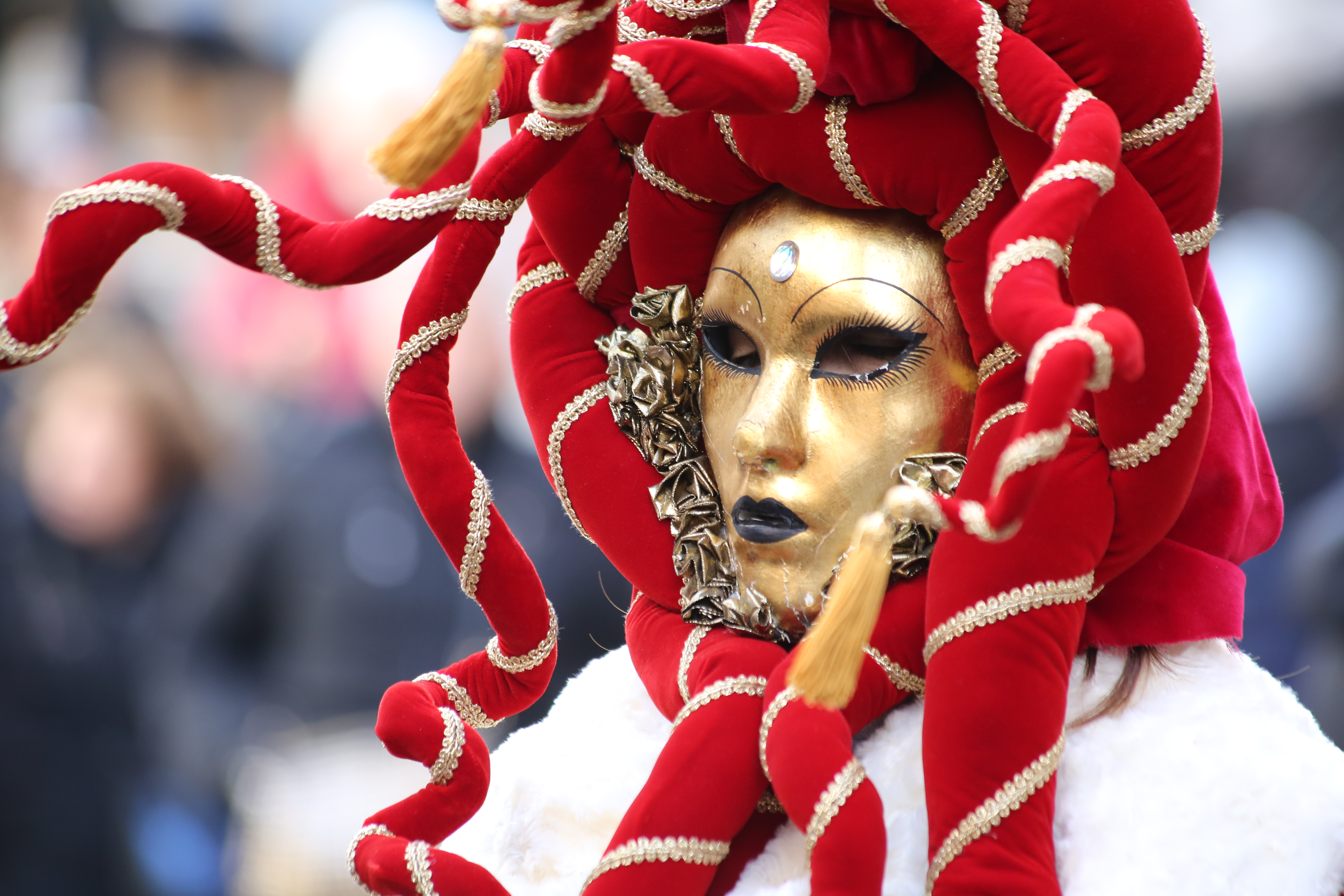